# Т (серія будинків)

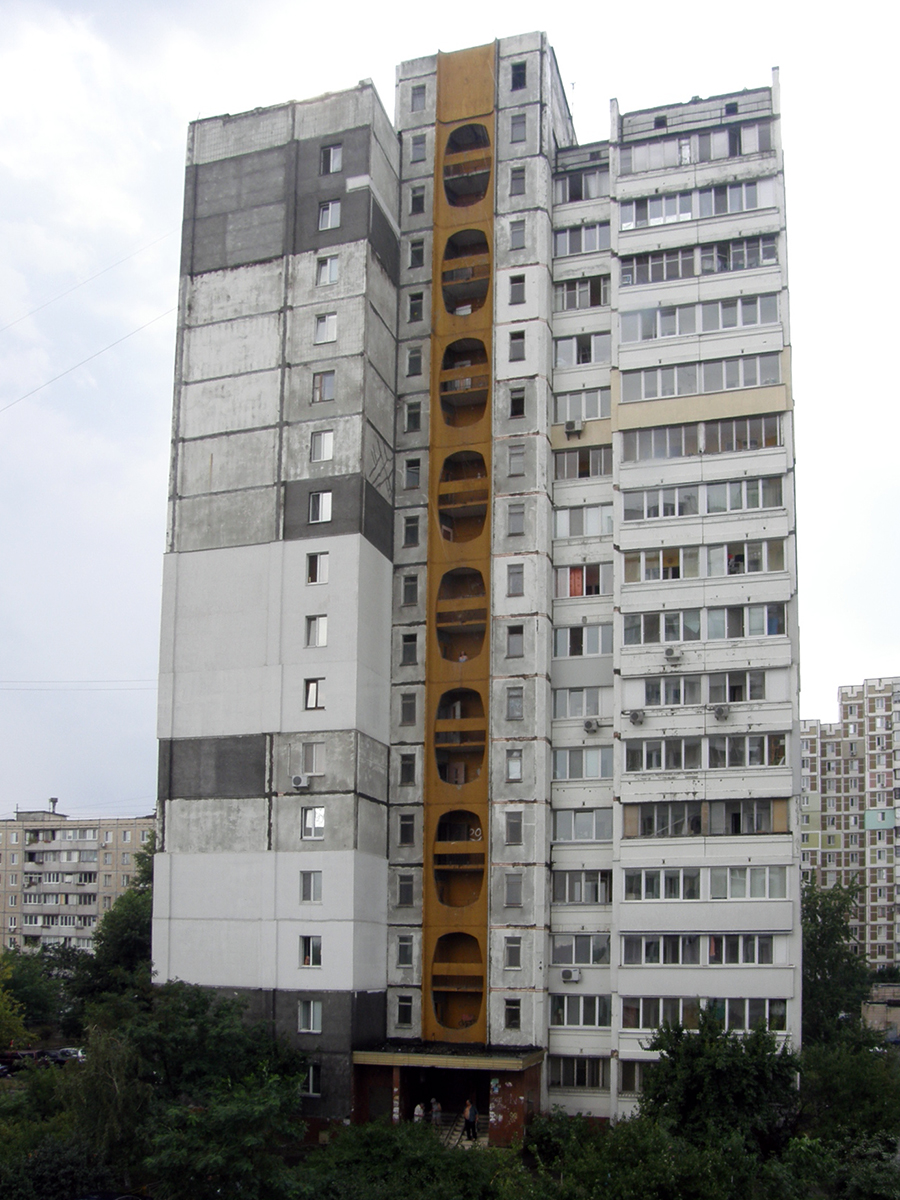
Оболонь, вул. Прирічна, 33 – Т-2, 1987 р.

121-176, «Т» — серія багатоповерхових великопанельних житлових будинків. Розроблена в Київпроєкті, архітектори В. М. Шарапов, В. А. Таєнчук, Л. Х. Муляр та інші, в 1979 році для домобудівельного комбінату № 1 на заміну серії БПС-6 у зв'язку з підвищенням вимог якості житла: збільшення площ, покращення теплоізоляції будівель. Масове зведення відбувалося у Києві з 1980 по 2005 роки 16-поверховими будинками серії, побудовано більше 300 будинків, до нині будуються 25-поверхові варіанти. Єдині будинки поза Києвом — по одному в Броварах і у Вишневому. В 1989 харківський проєктний інститут Укрміськбудпроєкт розробив 12-поверхові будинки для Харкова.

## Опис
Конструктивно являє собою панельні будинки з внутрішнім каркасом несучих стін товщиною 16 см і зовнішніми підвісними керамзитобетонними плитами товщиною 35—40 см. Крок в осях 3,6 м. Висота поверху 280 см, товщина перекриття 16 см. Будинок має підвал, горище на технічному поверсі і ліфтову надбудову. Дах ребристий.
Під'їзд односторонній. Згідно українських будівельних норм будинки такої поверховості мають два ліфти: пасажирський та вантажопасажирський і незадимлювані сходи із балконом. Сміттєпровід за ліфтом. 
Помешкання одно-, дво-, три- і чотири-кімнатні. Всі кімнаті непрохідні. Кухні обладнані електричними плитами. Підлога паркетна. Глибина лоджій 1,3–1,5 м.
Пізнаваною рисою серії є форма вікон бальконів під'їзду, що була змінена близько 1989/1990; третій варіант панелей ширший, використовується для будинків 20 поверхів і вище і зумовлений третім ліфтом.

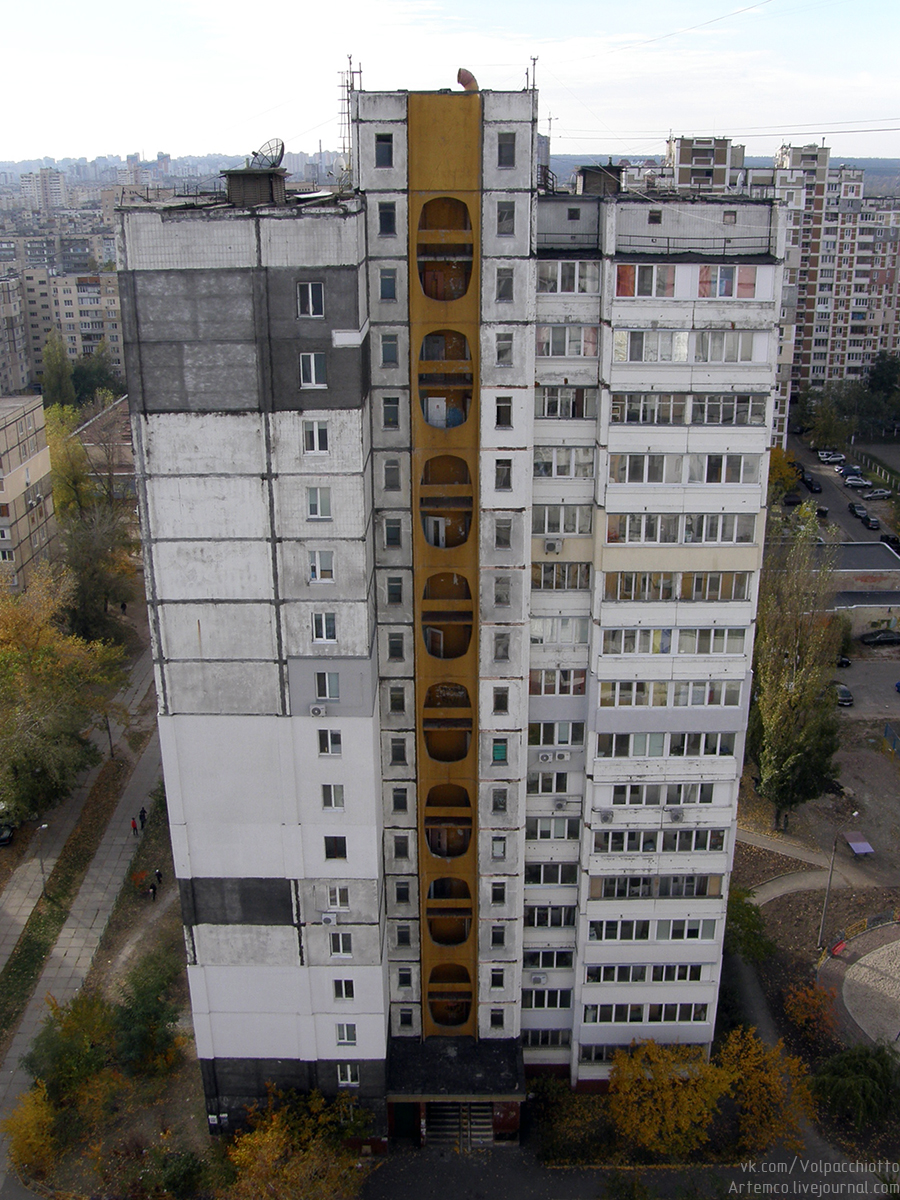
Оболонь, вул. Прирічна, 33 – 1987, першій варіант вікон під'їзду
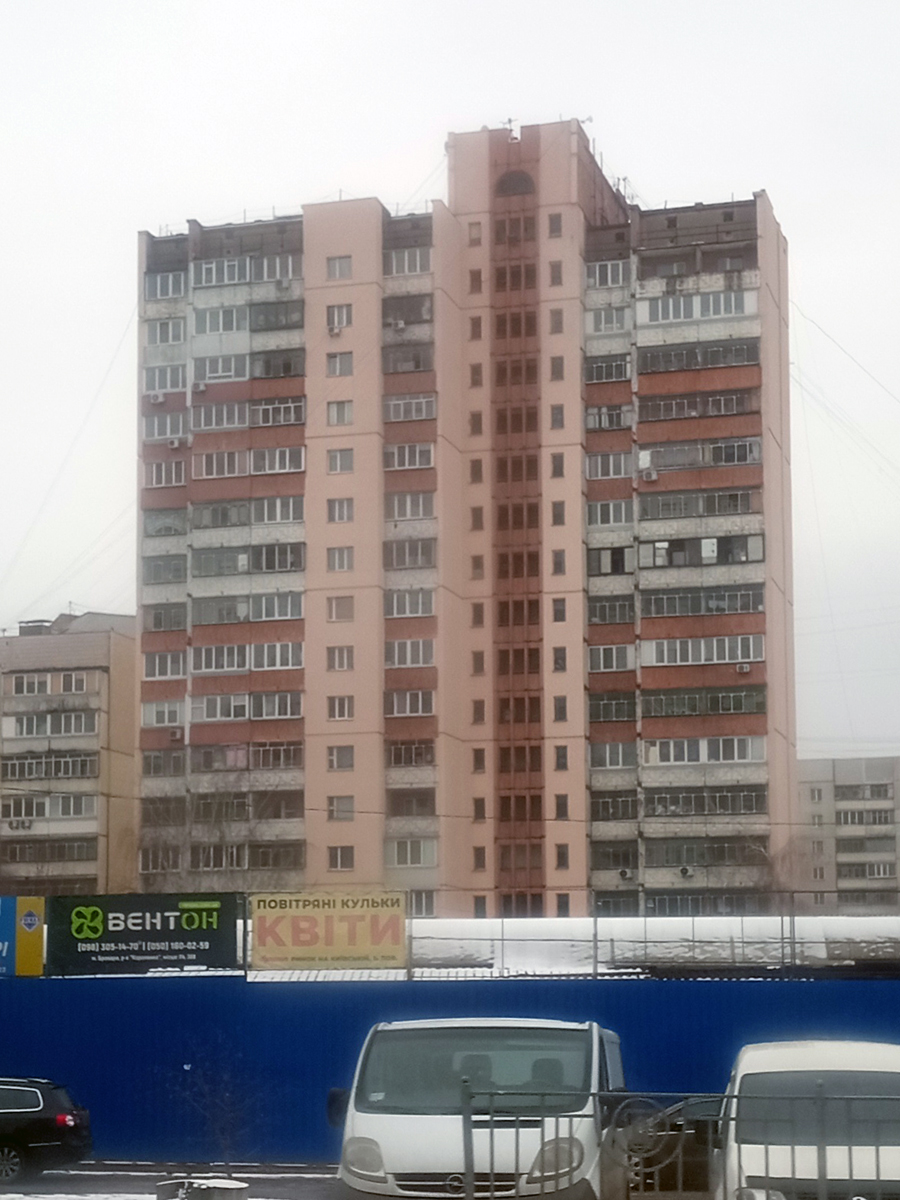
Бровари, вул. Чорних Запорожців, 70 — 1995, пізніший варіант вікон під'їзду
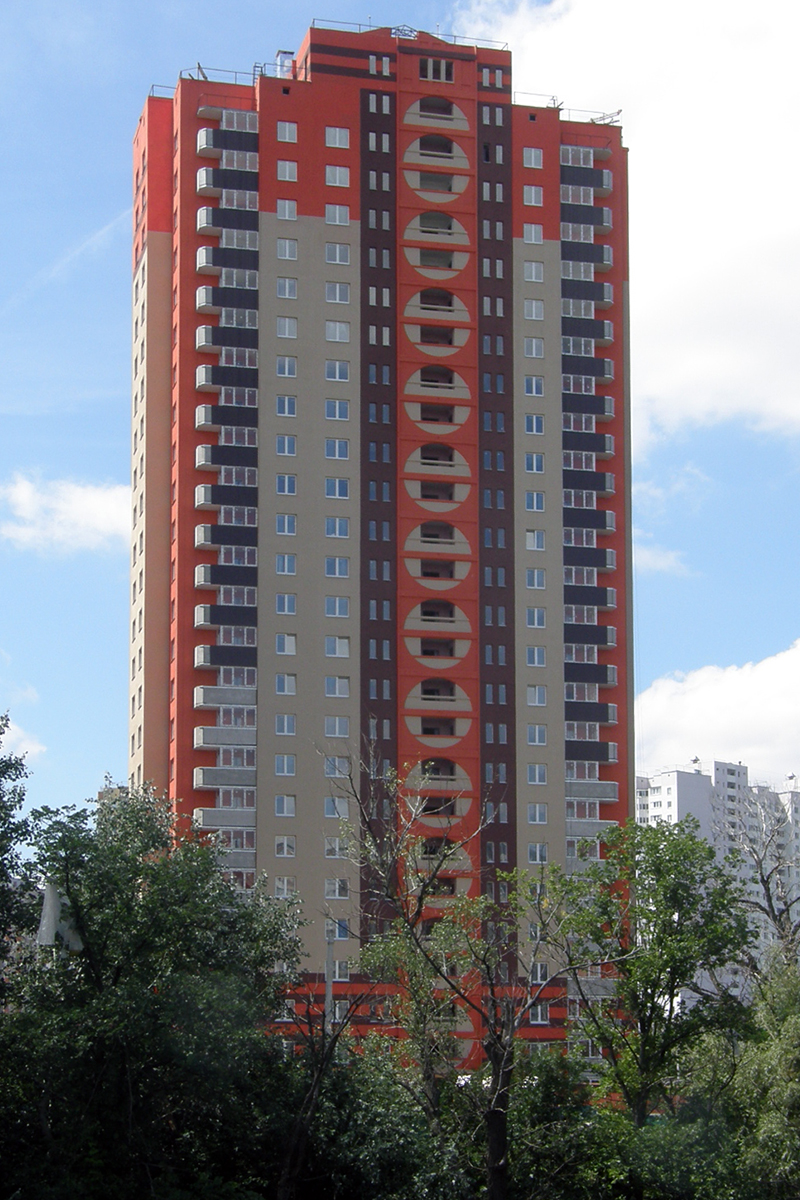
Позняки, просп. Григоренка, 12а – 2014, варіант вікон під'їзду найвищих будинків
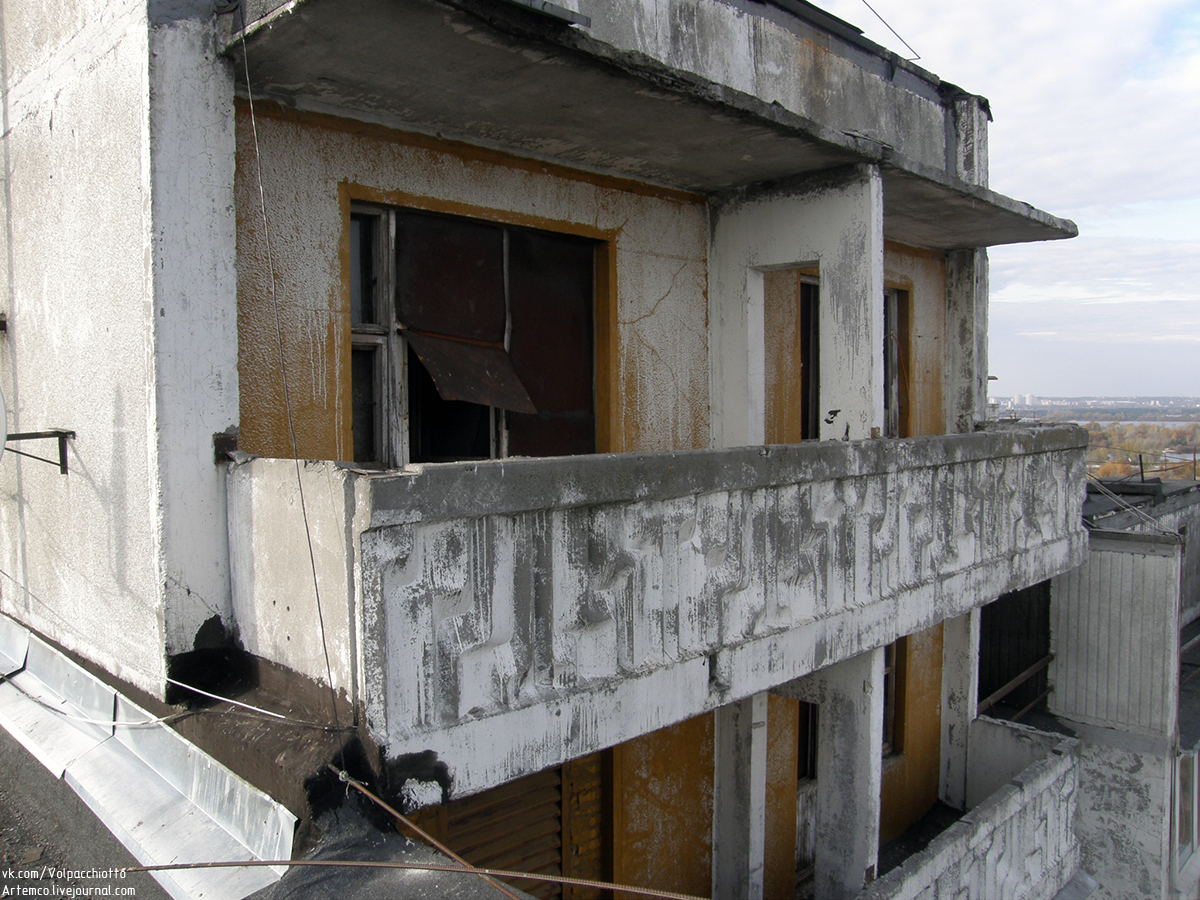
балкони на технічному поверсі
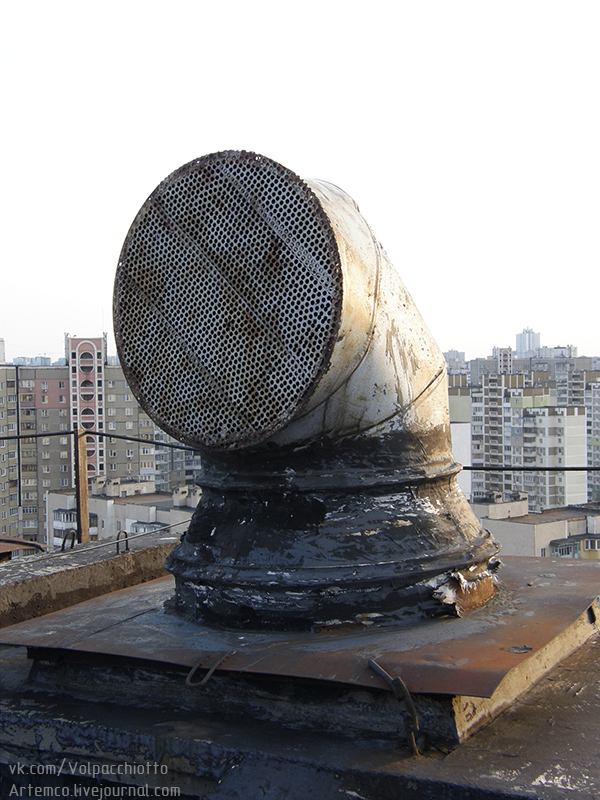
одна з двох вентиляційних труб на даху

## Проєкти

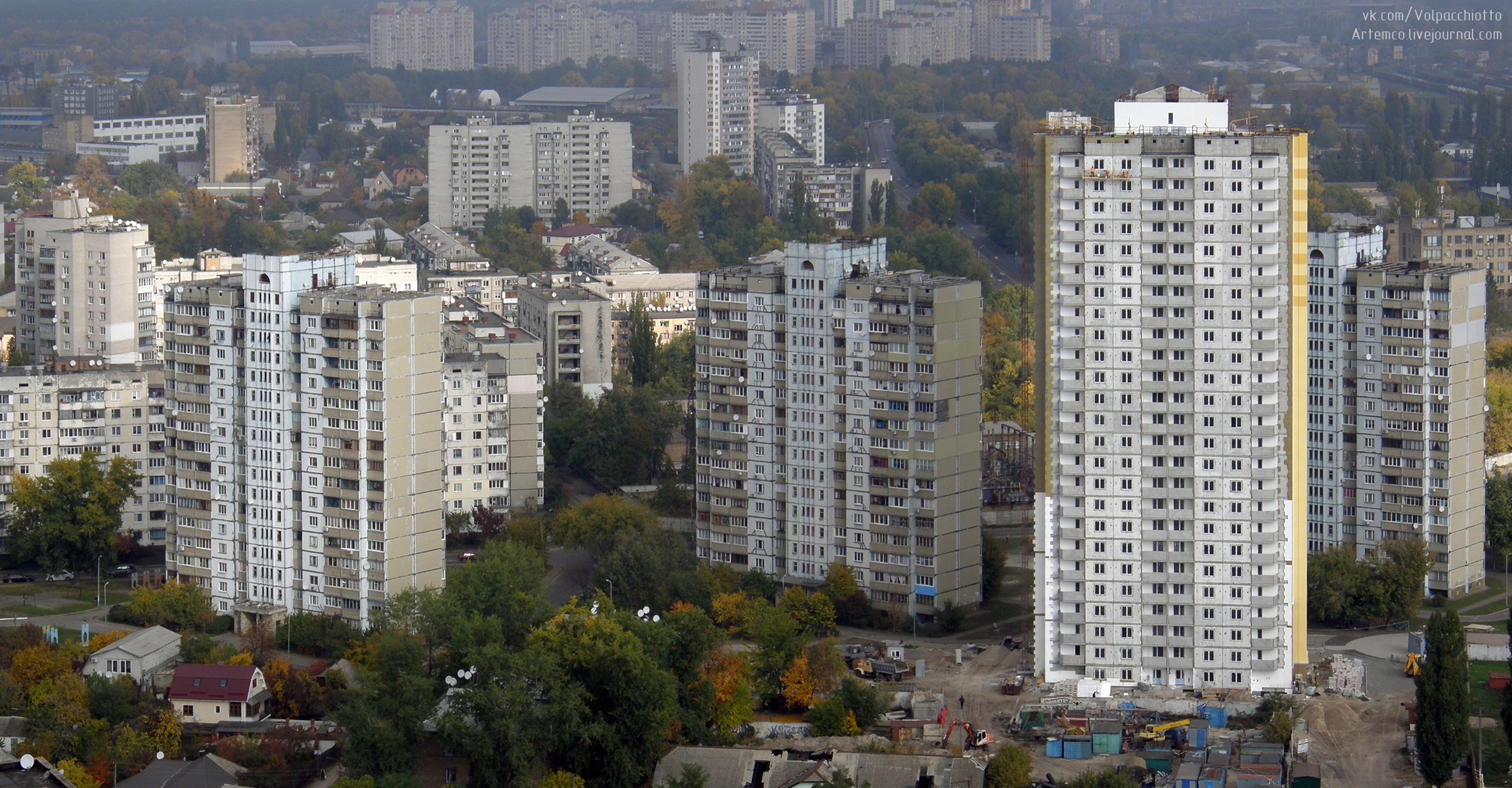
Стара Дарниця, вул. Хорольська, 5 (1989), 3 (1990), 1 (1990) – 16-поверхові Т-4; 1а (2013) – 25-поверховий Т-25

Технічно усі варіанти будуються з одного набору типових панелей. Різниця в планування квартир цих варіантів незначна.

### 16-поверхові
Загальна висота будинку 53,95 м.

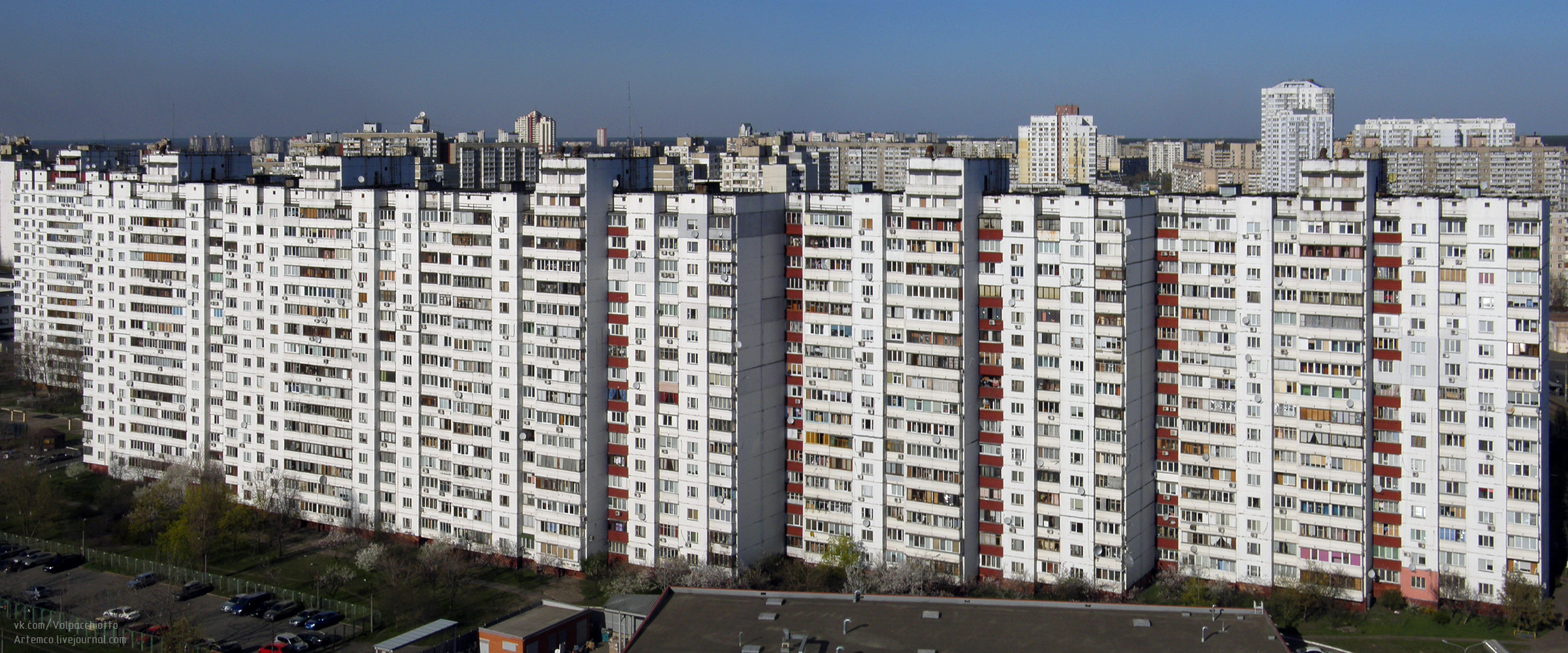
Харківський, вул. Ревуцького, 19/1, 1988 — рівні Т-4 і зсунуті Т-6

Однокімнатні мають площу 16,3—17,9 житлову і 32,3—33,8 м² загальну, двокімнатні 29–29,8/50,1—50,4, трикімнатні 43,7/66 і чотирикімнатні 53,5/77,6. Площі кімнат 11,4—17,9 м²; площа кухонь 8—8,4 м²; площа лоджій 3,4—4,9 м²; ванної 2,3—2,6 м², туалету 1—1,2 м². 

#### Т-1
Проєкт 121-176-1.84.
Перші будинки проєкту є найпершими будинками всієї серії Т, побудовані в 1980 на Райдужному масиві (вул. Райдужна, 1, 3, 5). Останні – у 1997 на Осокорках (вул. Мишуги, 7 і 9). Існують 18-поверхові будинки (Мостицький, Виноградар) і один 12-поверховий (м. Вишневе).
Основний об'єм зміщений на два і має довижину 10 кроків або 36 м в осях, ширина в осях 24,6 м.  Всього 95 помешкань: 15 однокімнатних, 48 двокімнатних, 16 трикімнатних і 16 чотирикімнатних. На типовому поверсі 6 помешкань: 1 по 1 (площею 17,5 житловою і 33,5 м² загальною), 3 по 2 (29–29,8/50,1—50,4), 1 по 3 (43,7/66) і 1 по 4 кімнати (53,5/77,6). Площі кімнат 11,4—17,9 м²; кухонь 8—8,4 м²; лоджій 4—4,9 м²; ванної 2,3—2,6 м², туалету 1—1,1 м².

макет проєкту Т-1, що разом із проєктом Т-4 був нагороджений 2ю премією республіканського архітектурного конкурсу 1979 року[1]
паспорт проєкту
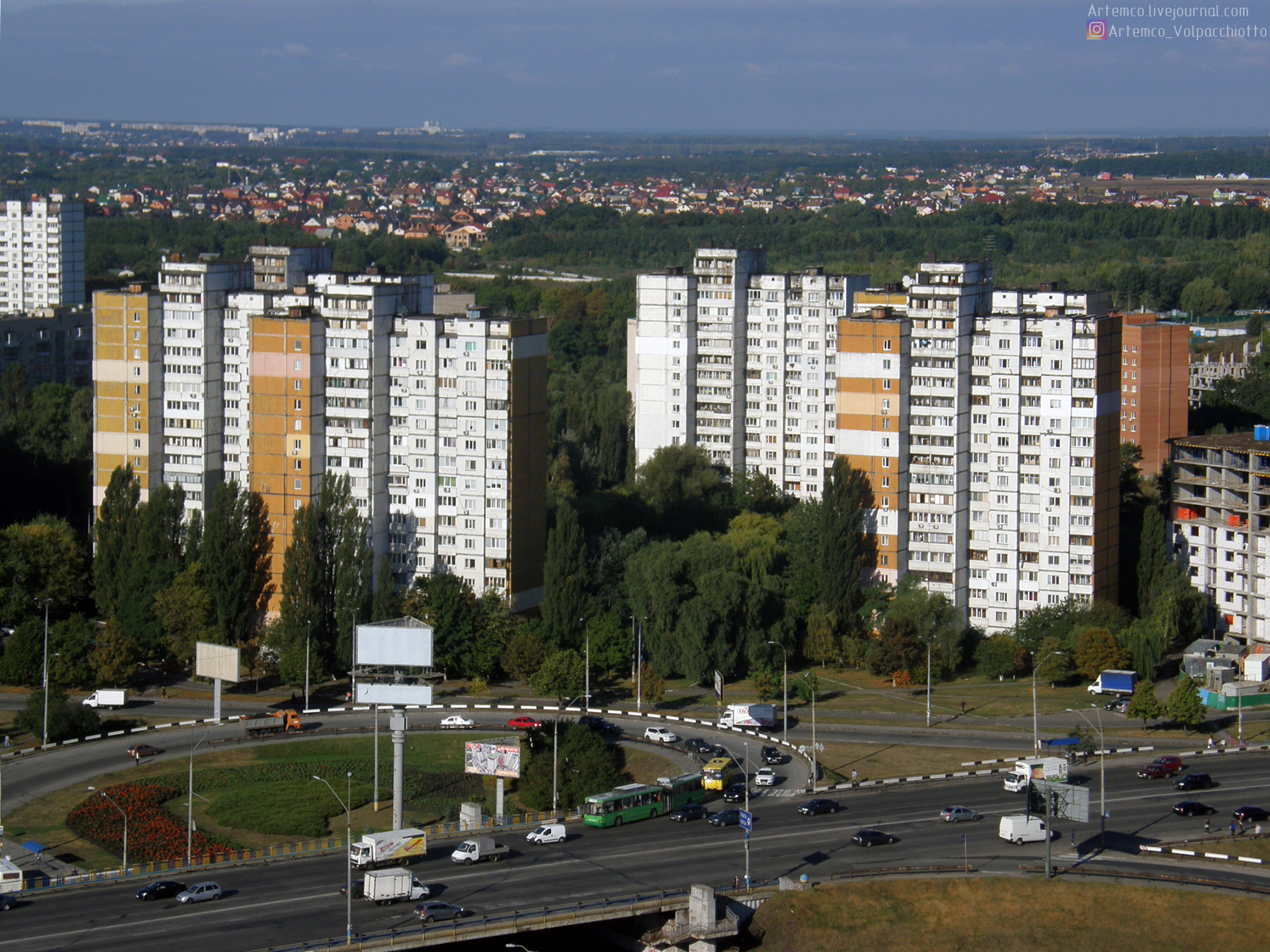
Теремки-1, 1983–1986
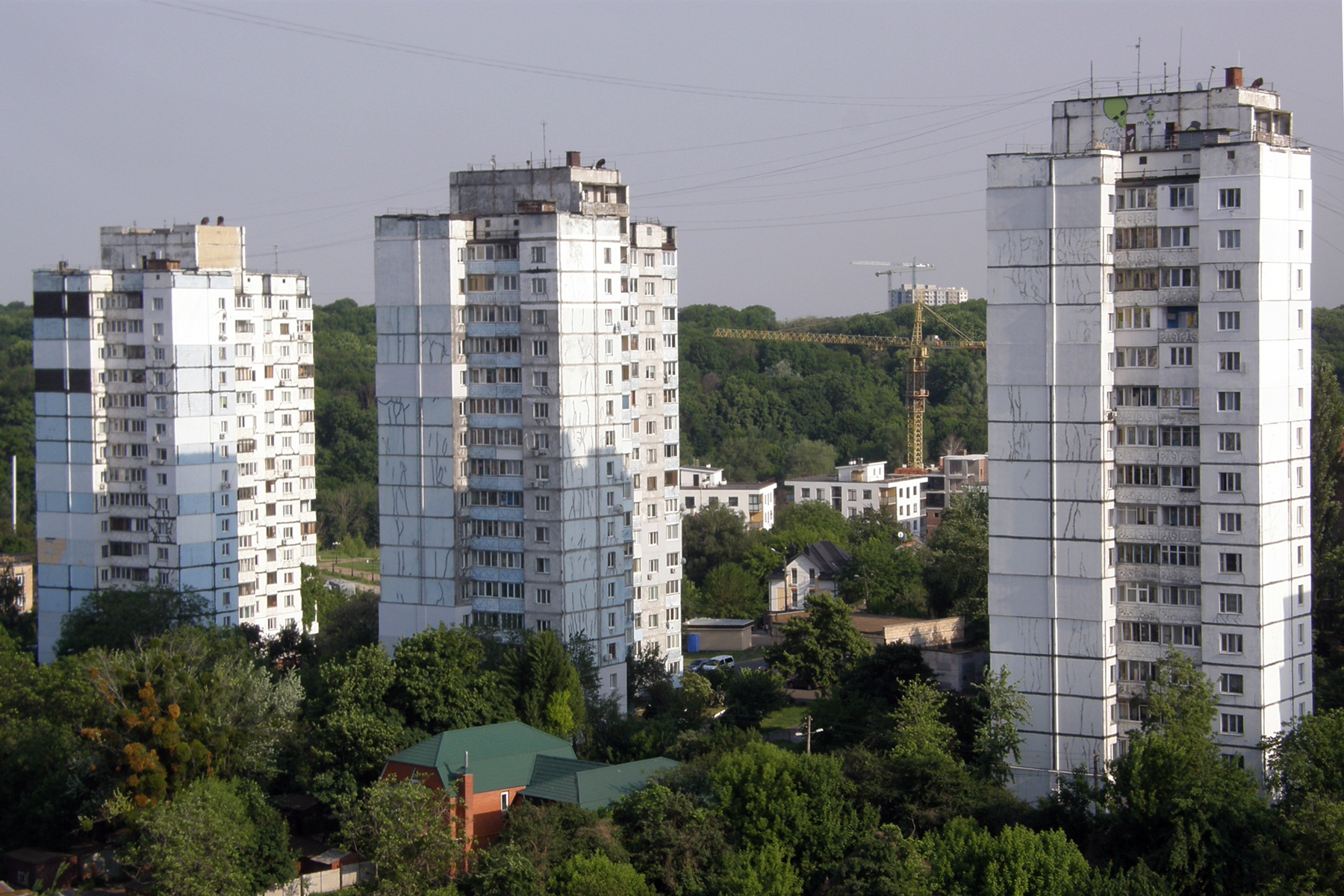
Саперна слобідка, вул. Феодосійська, 48/52 (1991), 10 (1985), 8 (1986)
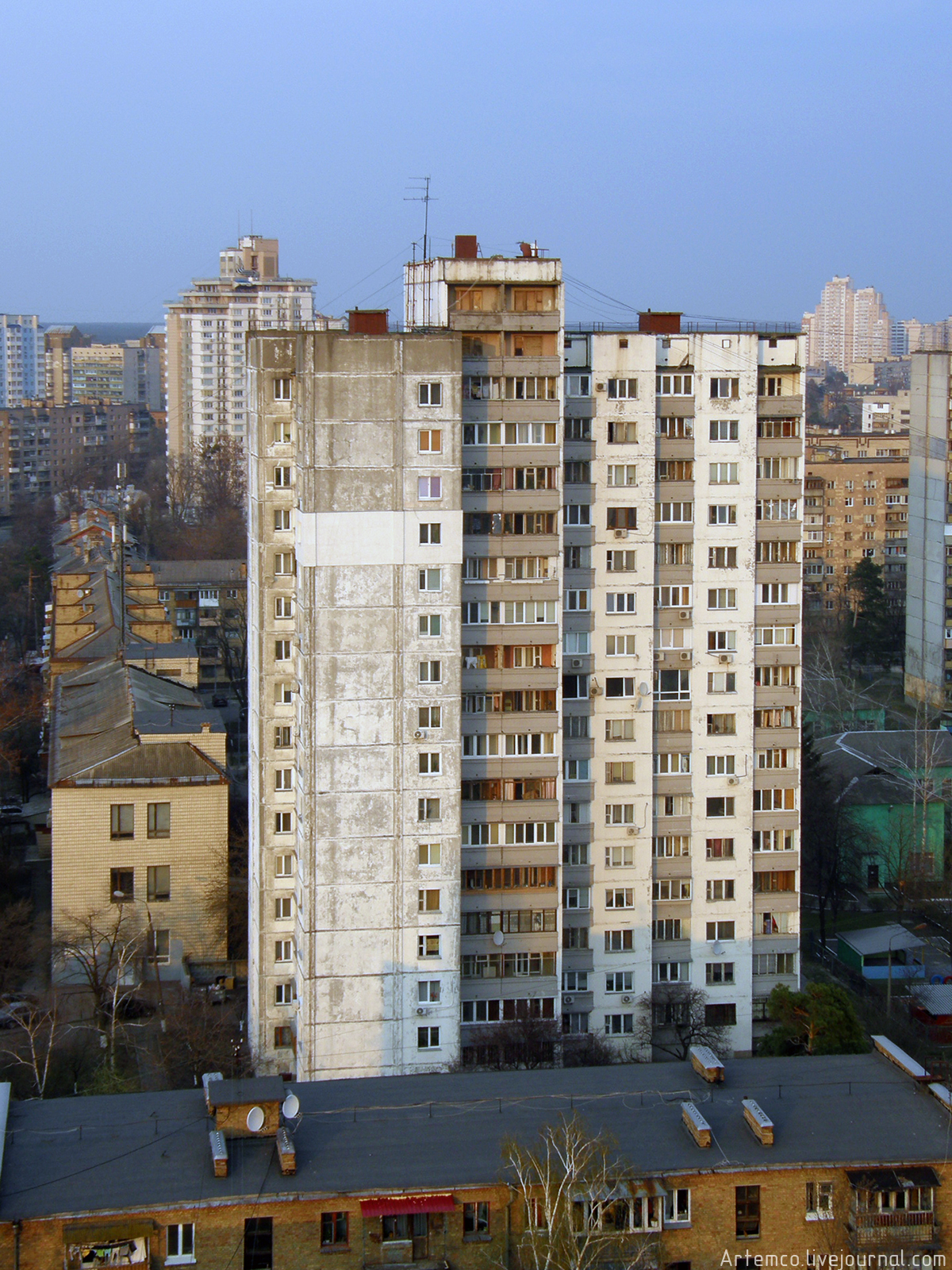
Нова Дарниця-6, вул. Севастопольська, 17 – 1987
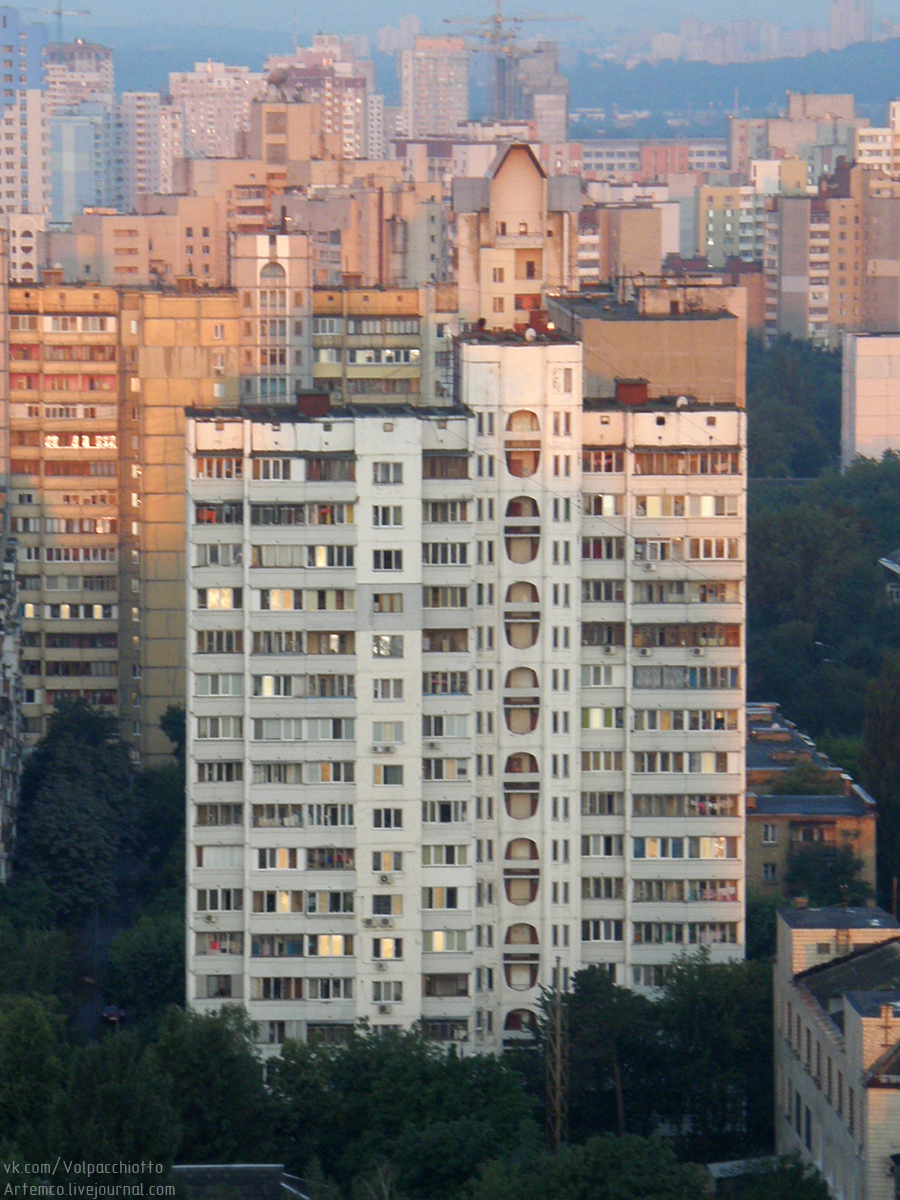
Нова Дарниця-6, вул. Севастопольська, 17 – 1987
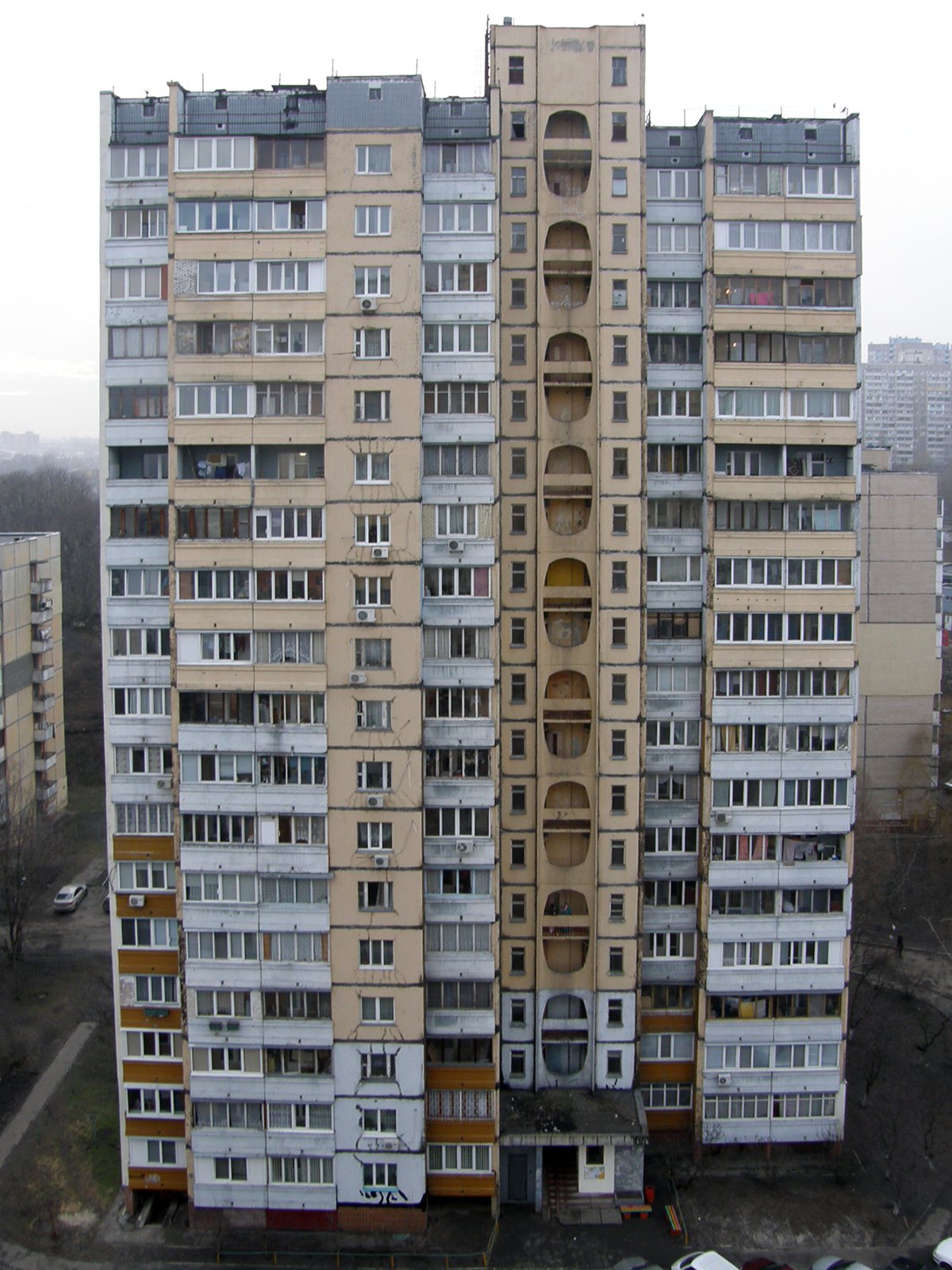
Мостицький, вул. Мостицька, 10 – 18 поверхів, 1988
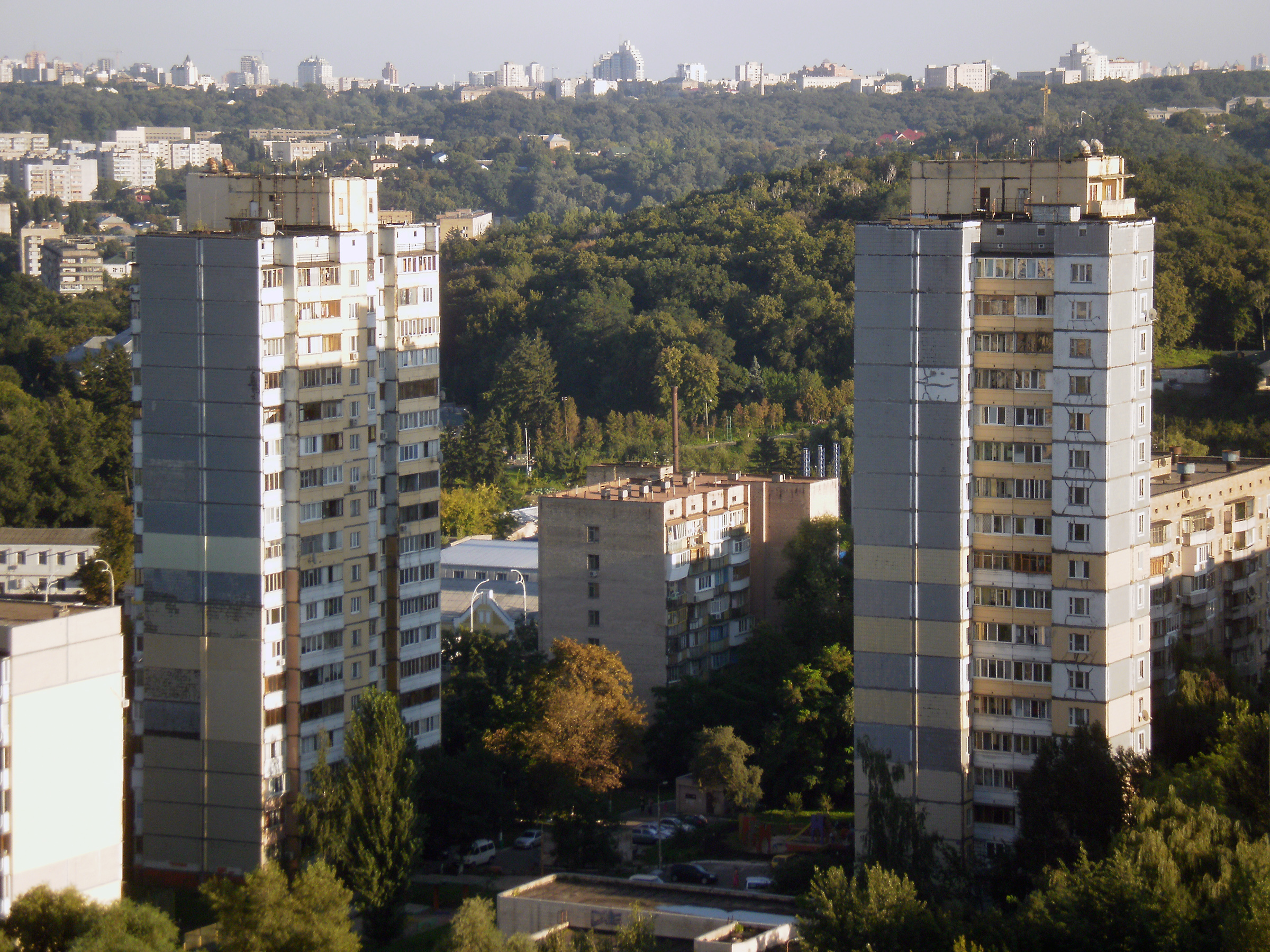
Мостицький, вул. Мостицька, 12 і 10 – 18 поверхів, 1988
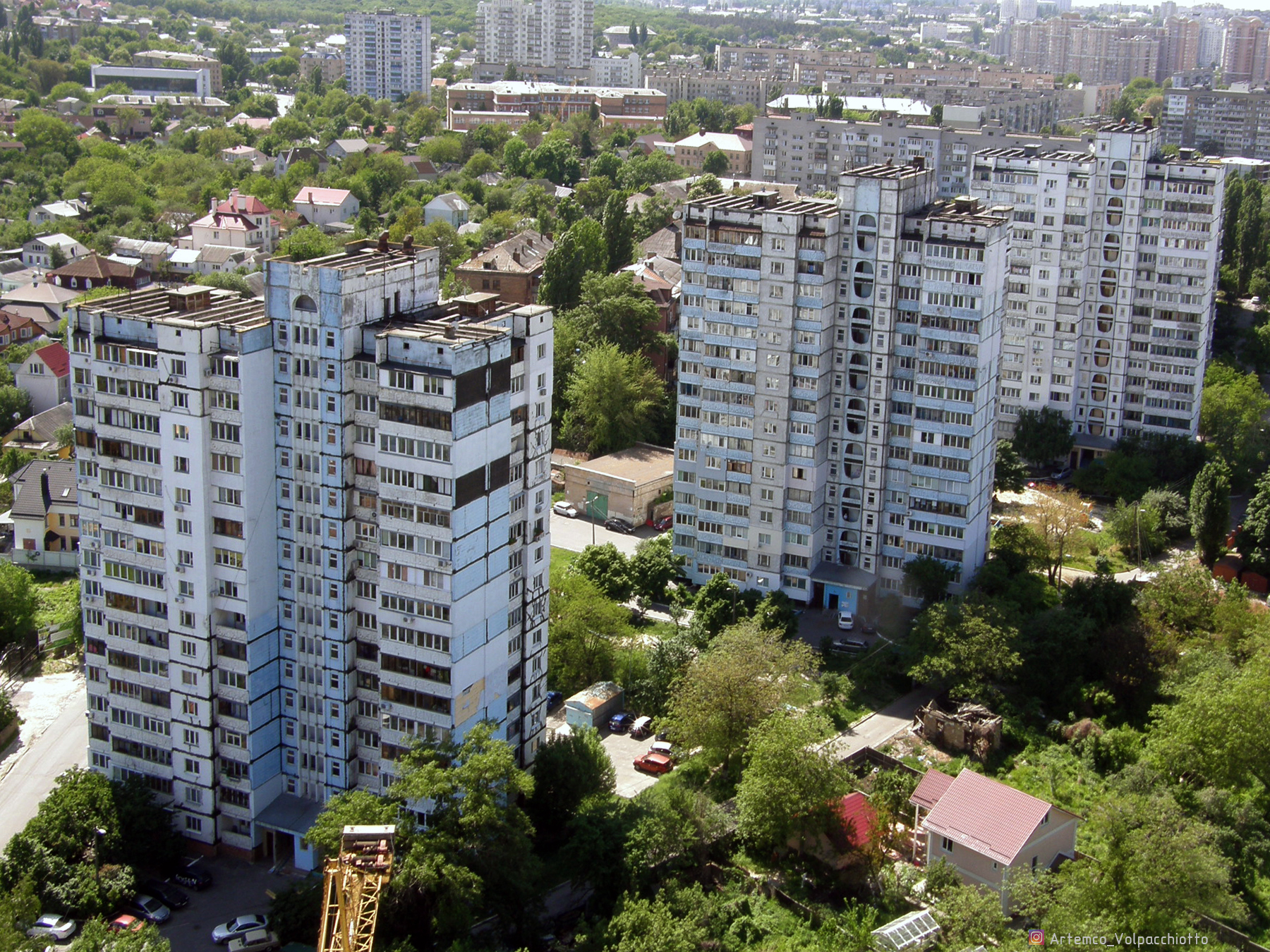
Саперна слобідка, вул. Феодосійська, 48/52 (1991), 10 (1985), 8 (1986) – инші вікна під'їзду у пізнішому будинку
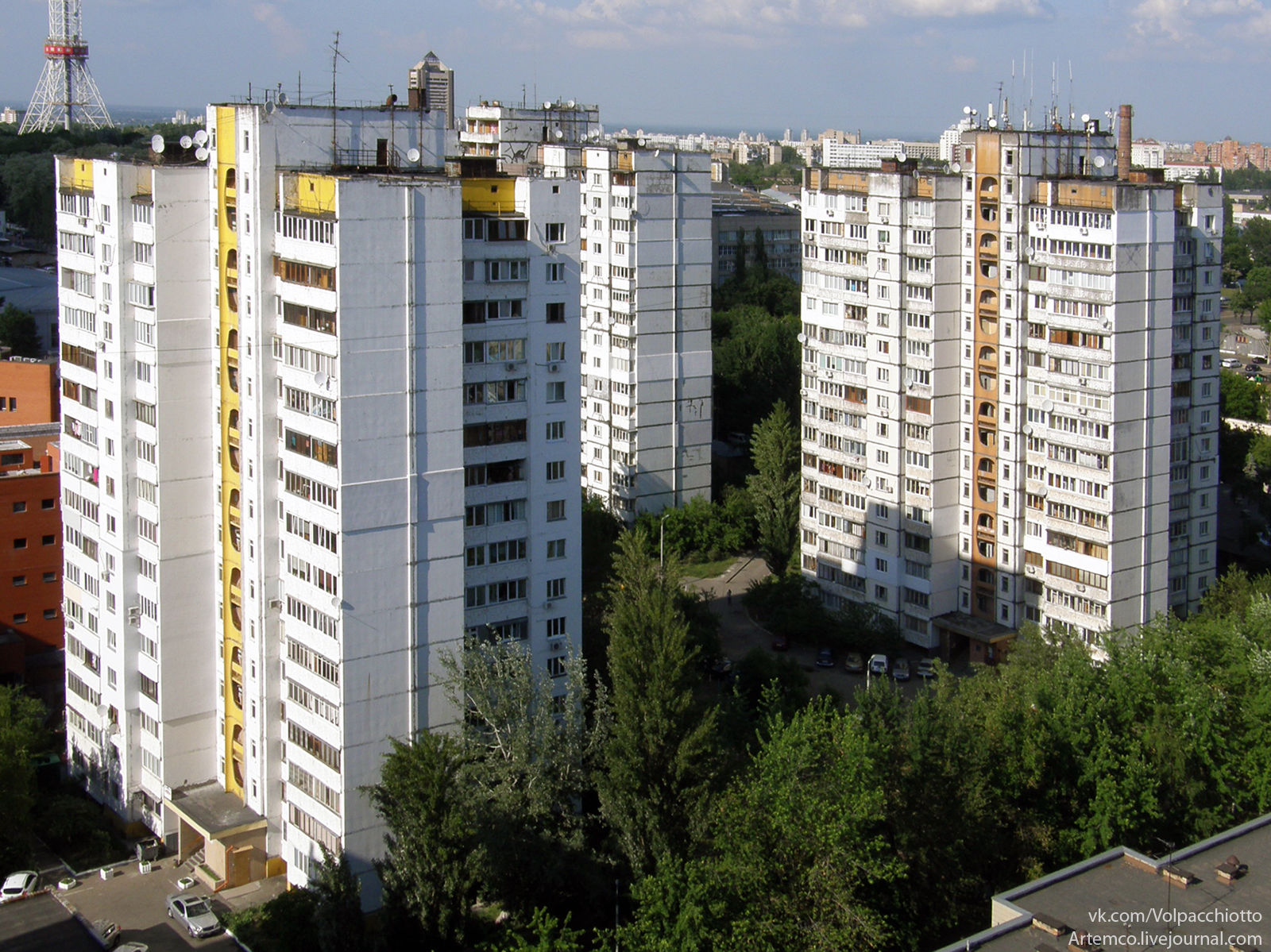
Шулявка, вул. Довженка, 16а, 16б, за ними 16в
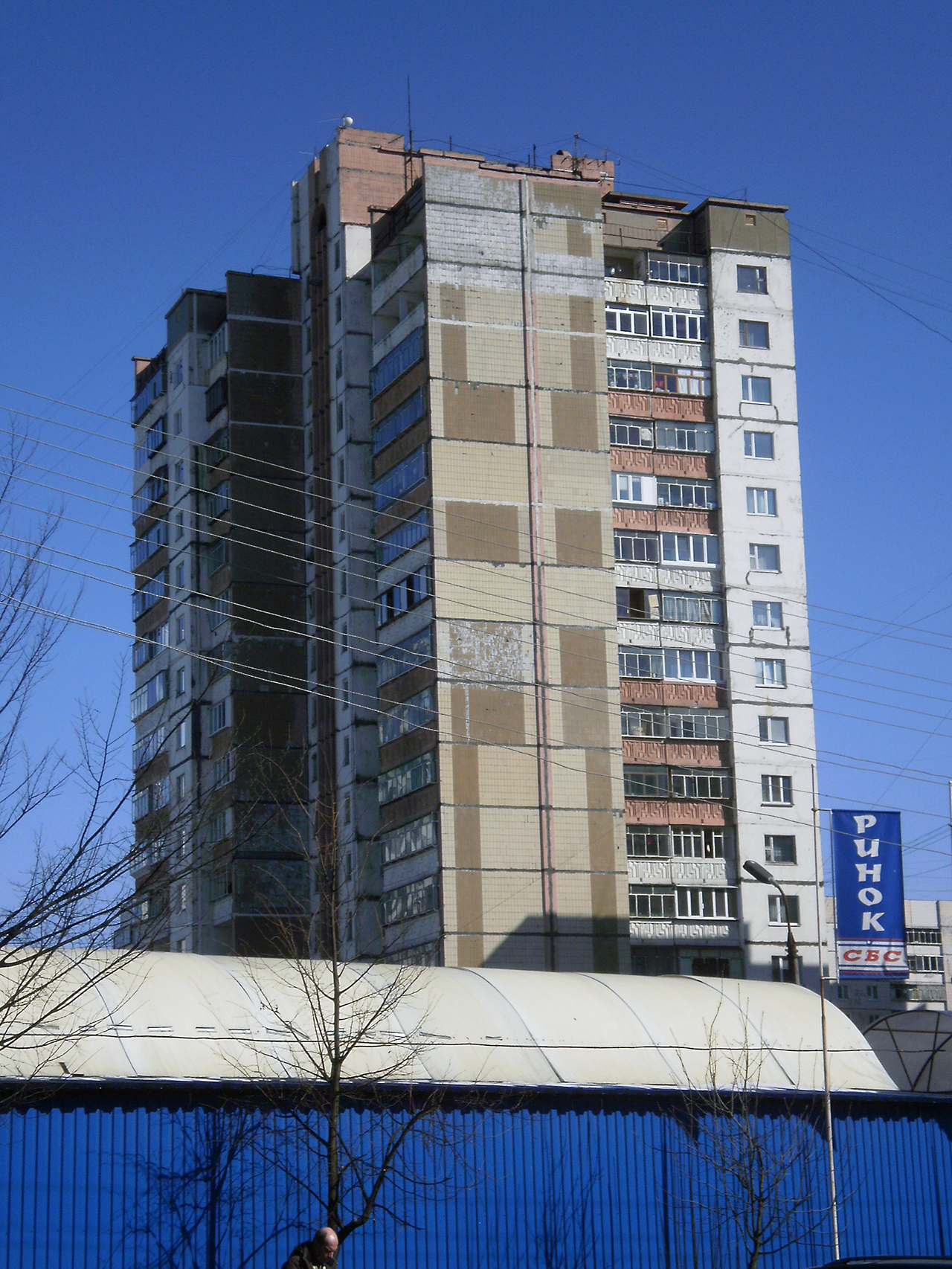
єдиний будинок у Броварах, вул. Чорних Запорожців, 70, 1995, до утеплення
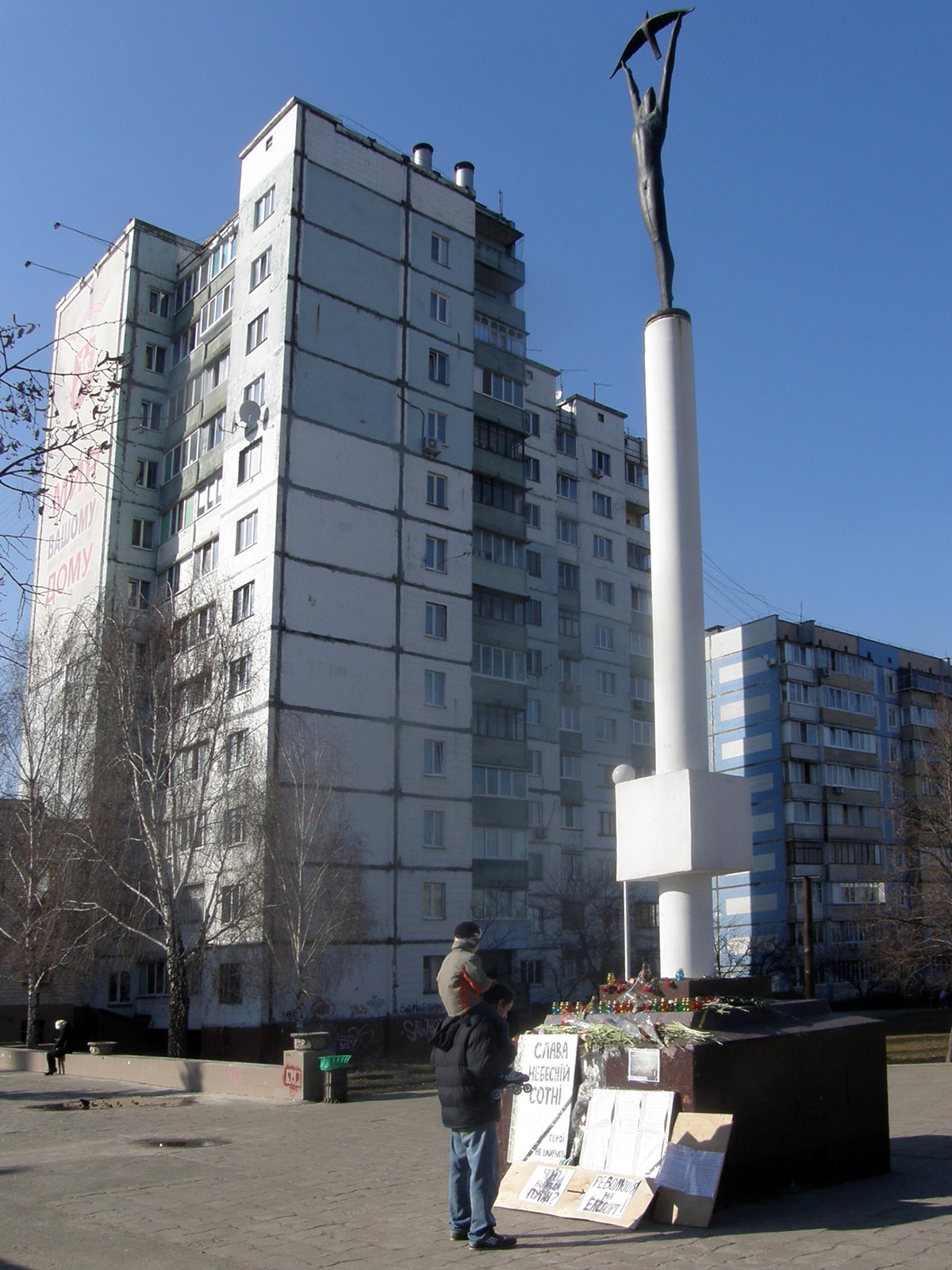
Вишневе, вул. Європейська, 27 – єдиний 12-поверховий

#### Т-2
Проєкт 121-176-3.84. Перші будинки 1984, останній будинок проєкту – 2005 р., Позняки, вул. Ахматової, 16г. Існують 18-поверхові (Осокорки, Виноградар, Троєщина).
Центральносиметричний плян, довжина в осях 28,8 м, ширина в осях 23,4 м. Всього 79 помешкань: 15 однокімнатних, 32 двокімнатних і 32 чотирикімнатних. На типовому поверсі 5 помешкань: 1 по 1 (площею 17,9 житловою і 33,8 м² загальною), 2 по 2 (29/50,3) і 2 по 4 кімнати (53,5/77,6). Площі кімнат 11,4—17,9 м²; кухонь 8—8,4 м²; лоджій 3,8—4,5 м²; ванної 2,5—2,6 м², туалету 1—1,1 м².

паспорт проєкту
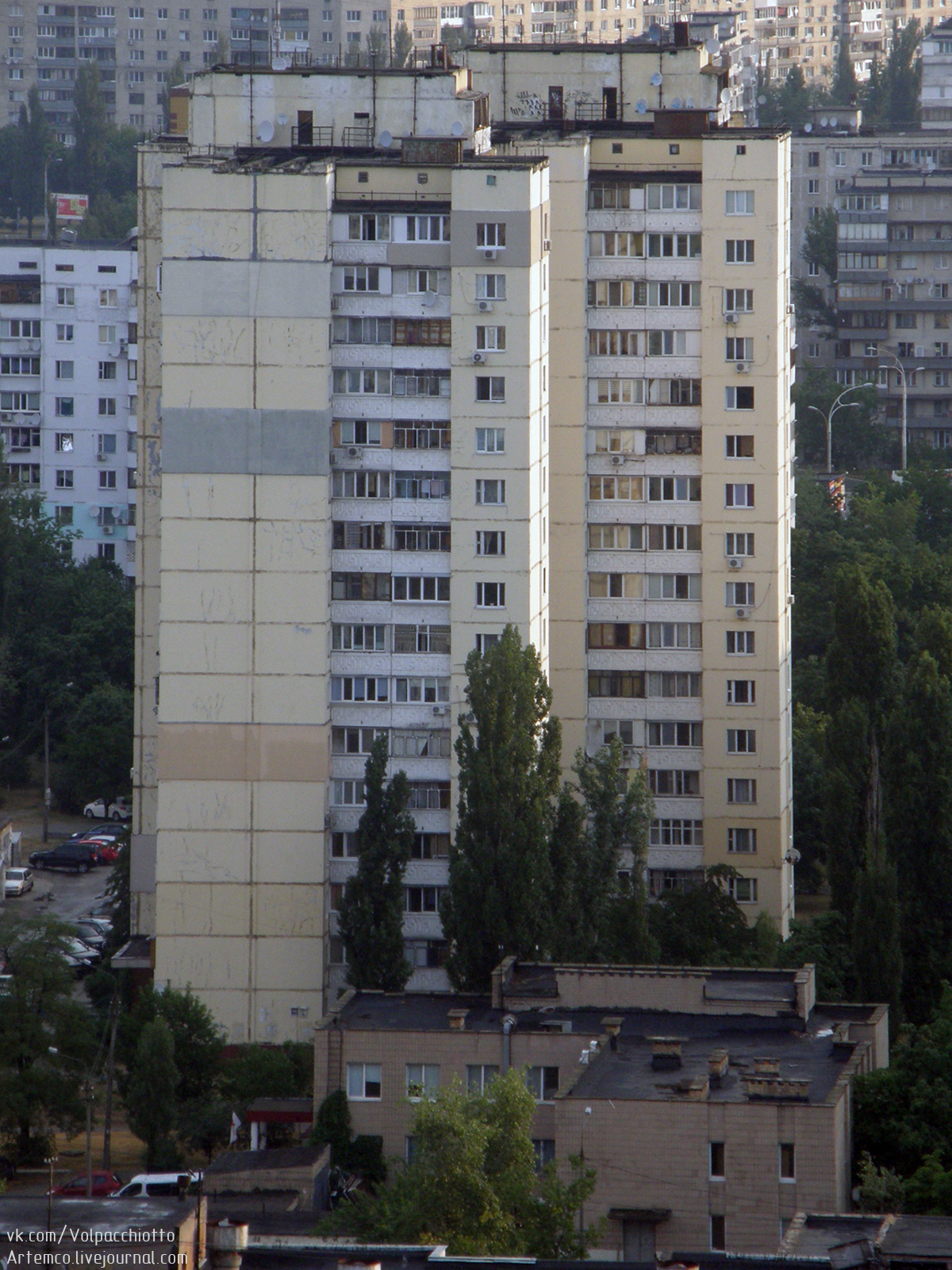
Оболонь-2, вул. Йорданська, 9, Б і Ж – 1986
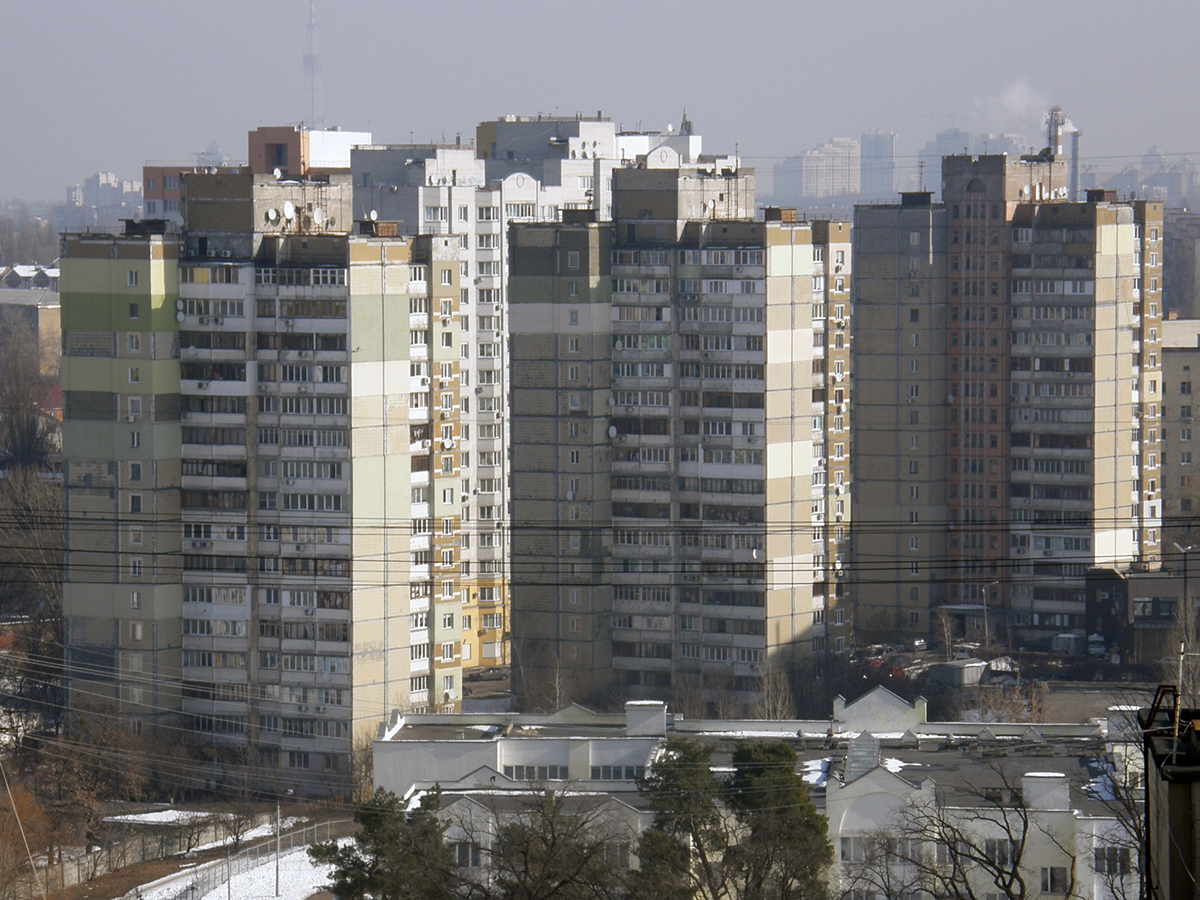
Святошин, вул. Біличанська, 5, 3, 1 – 1993
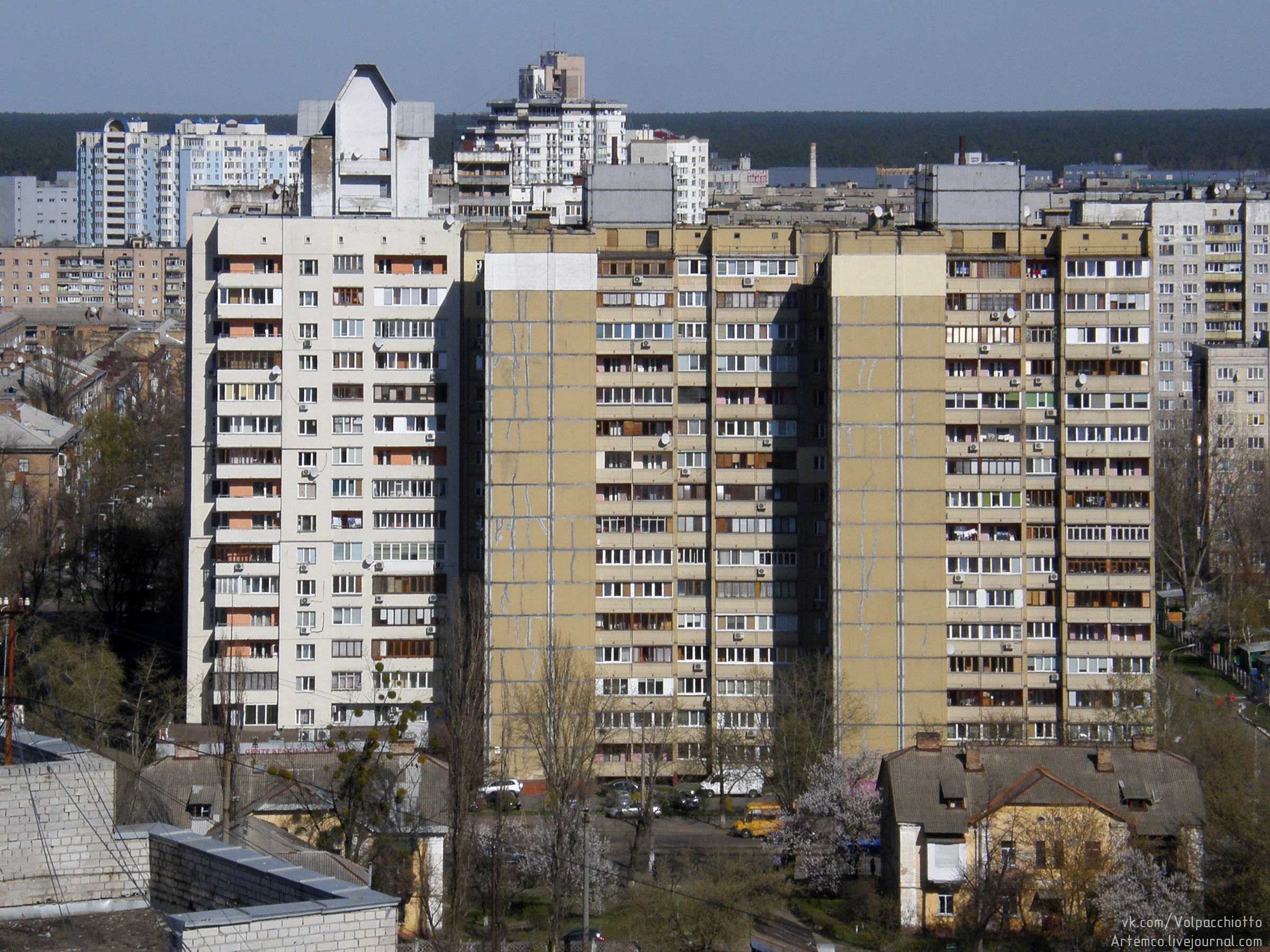
Нова Дарниця-7, вул. Ялтинська, 15 – 1996 із пізнішою добудовою ліворуч

#### Т-4
Проєкт 121-176-2.84. Будувалися з 1982 по 2002. Єдиний 18-поверховий будинок, розширений і з трьома ліфтами – Осокорки, вул. Гришка, 10.
Симетричний плян і фасади, довжина в осях 43,2 м або 12 кроків, ширина в осях 15 м. Коридор на всю довжину. Всього 111 помешкань: 15 однокімнатних, 64 двокімнатних і 43 двокімнатних. На типовому поверсі 7 помешкань: 1 по 1 (площею 17,9 житловою і 33,8 м² загальною), 4 по 2 (29/50,4) і 2 по 3 кімнати (43,7/66). Площі кімнат 12,7—17,9 м²; кухонь 8,4 м²; лоджій 3,9—4,9 м²; ванної 2,6 м², туалету 1 м².

паспорт проєкту
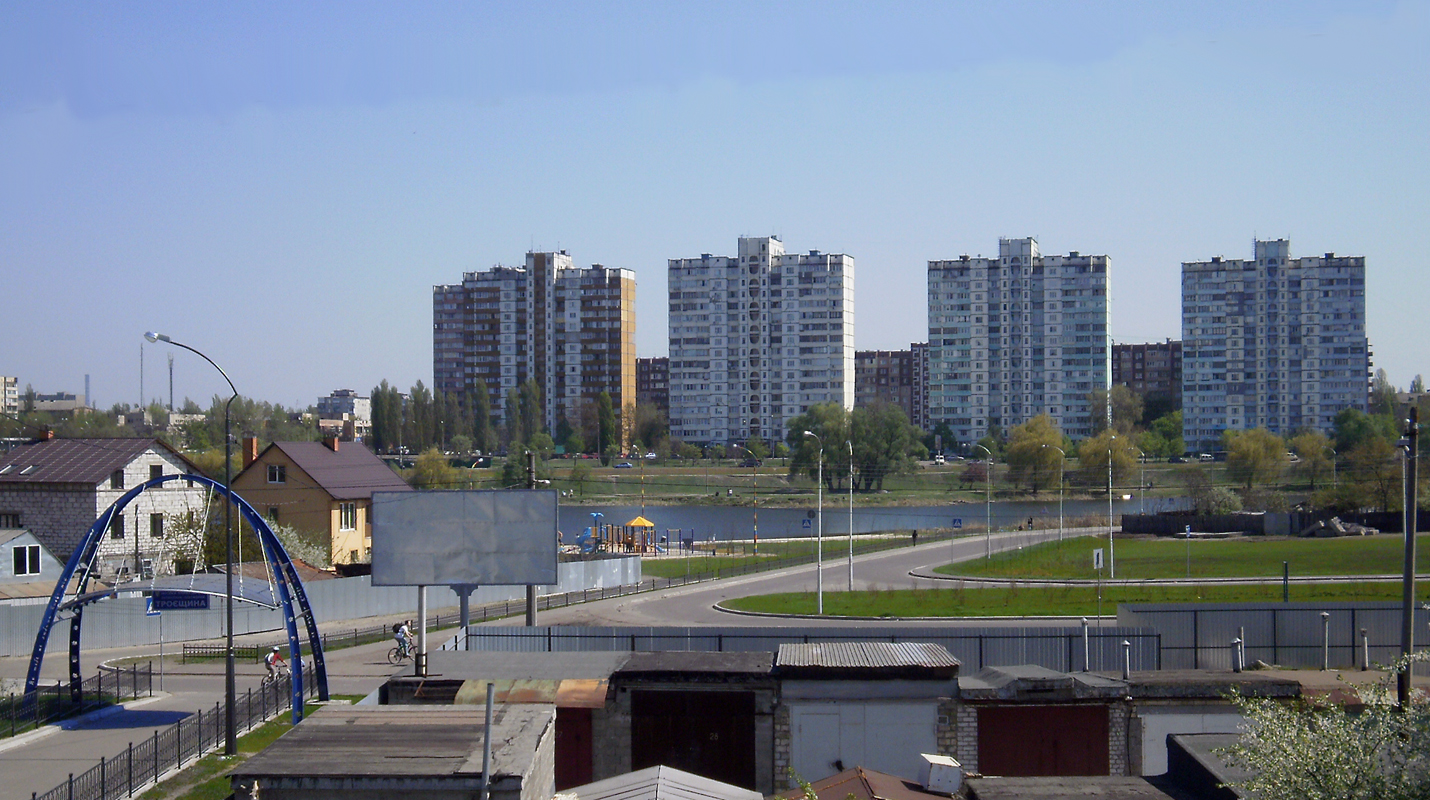
Райдужний-1, вул. Райдужна, 1984–1985
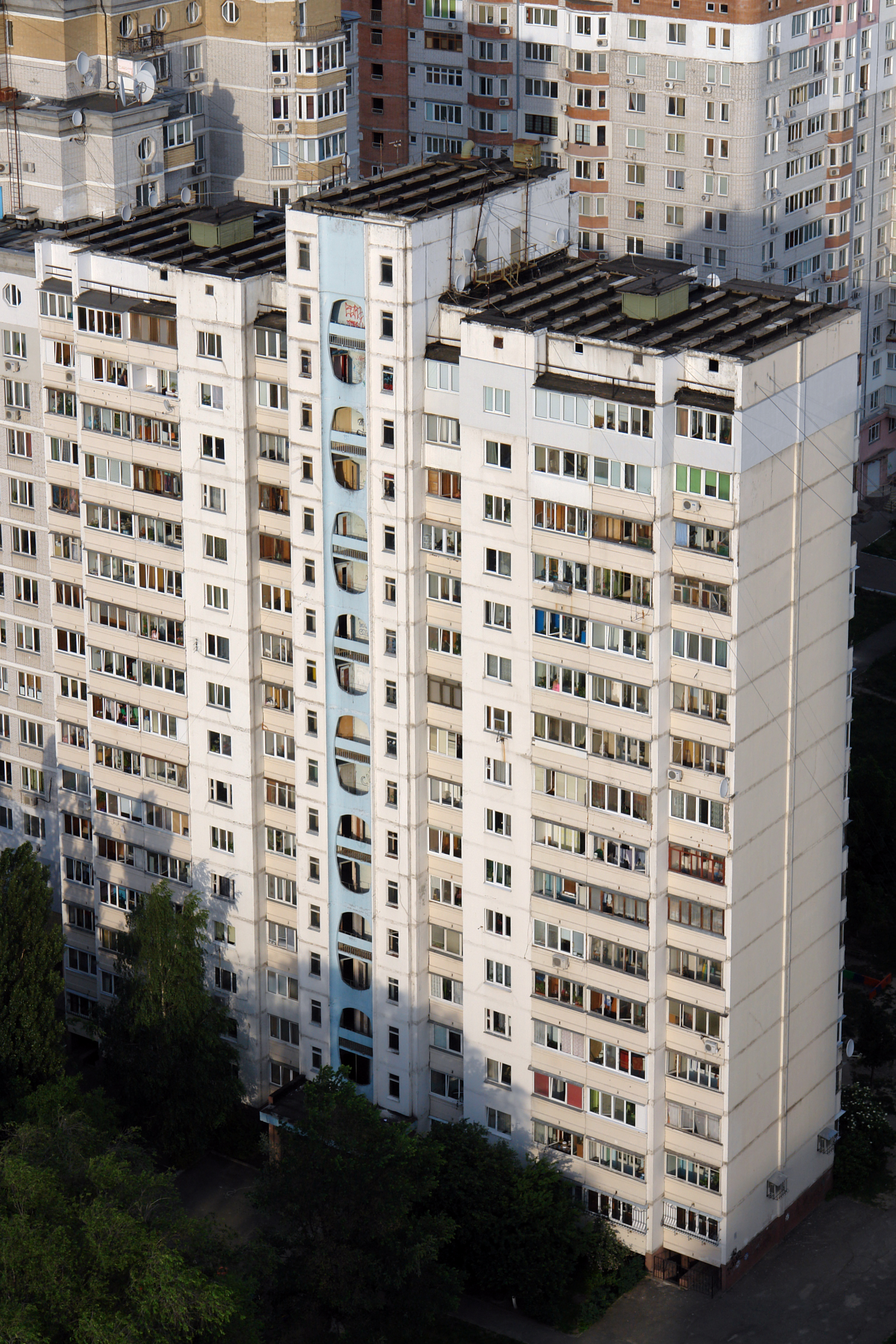
Олександрівська слобідка, вул. Яновського, 1 – 1986
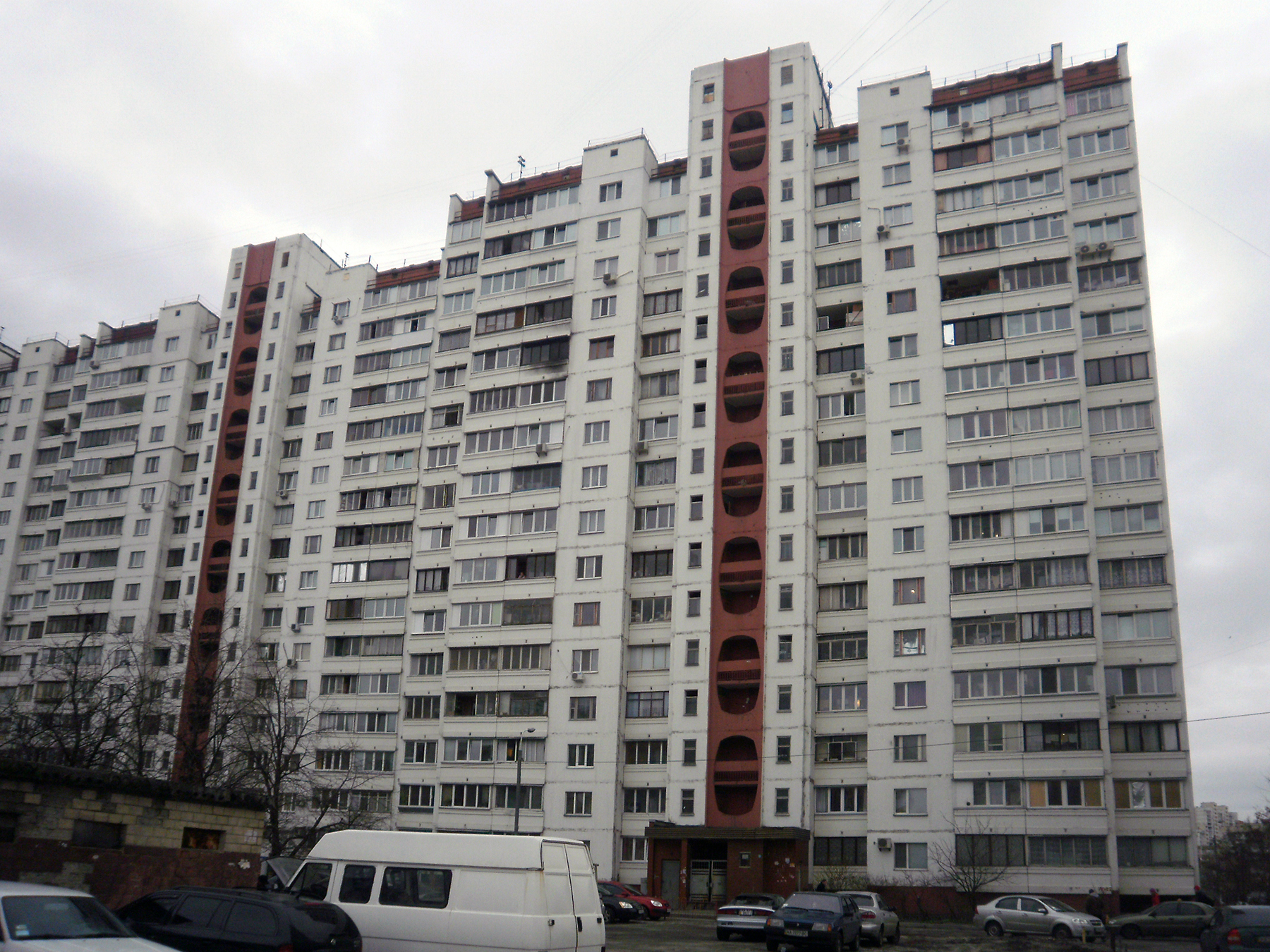
Харківський-1, вул. Ревуцького, 19/1, 1988
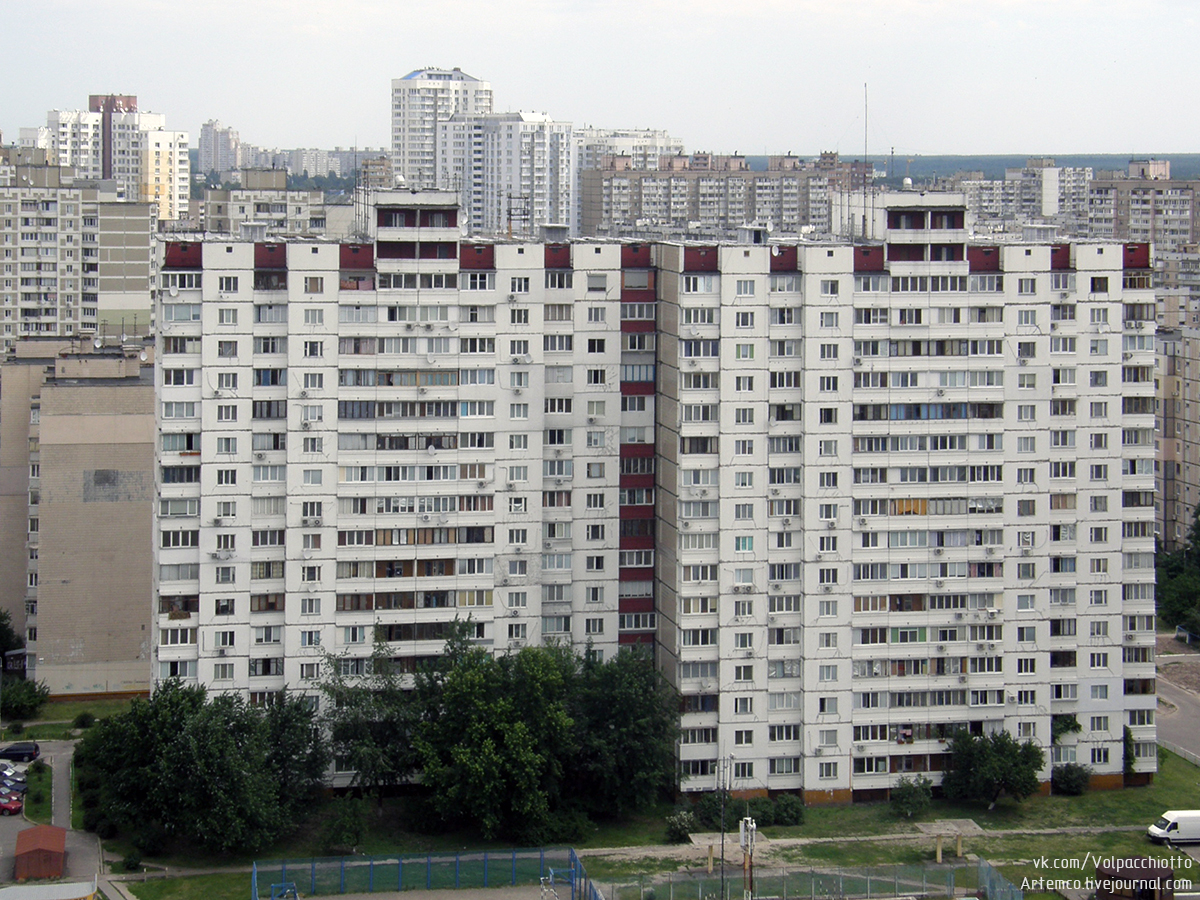
Харківський-1, вул. Ревуцького, 17 – 1988
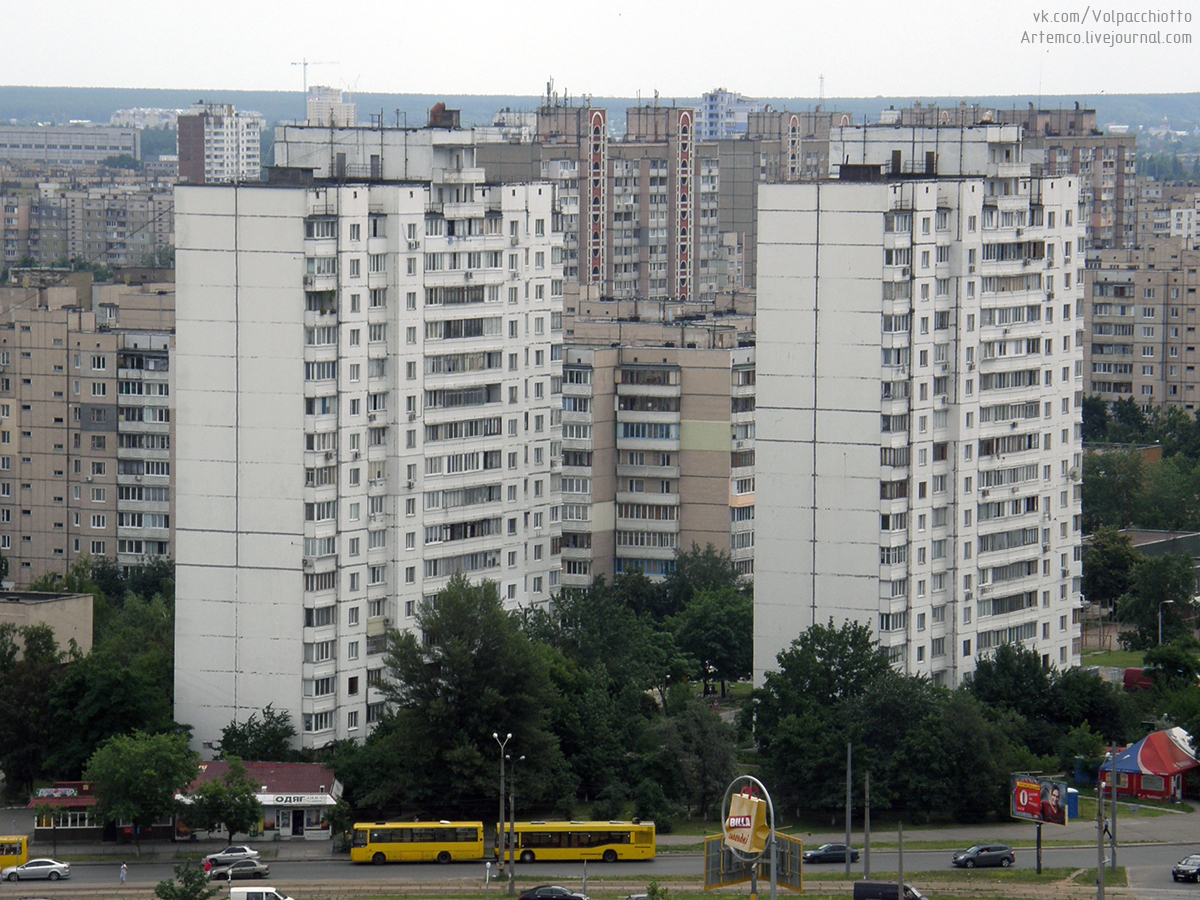
Харківський-6, вул. Ревуцького, 21 і 23 – 1987
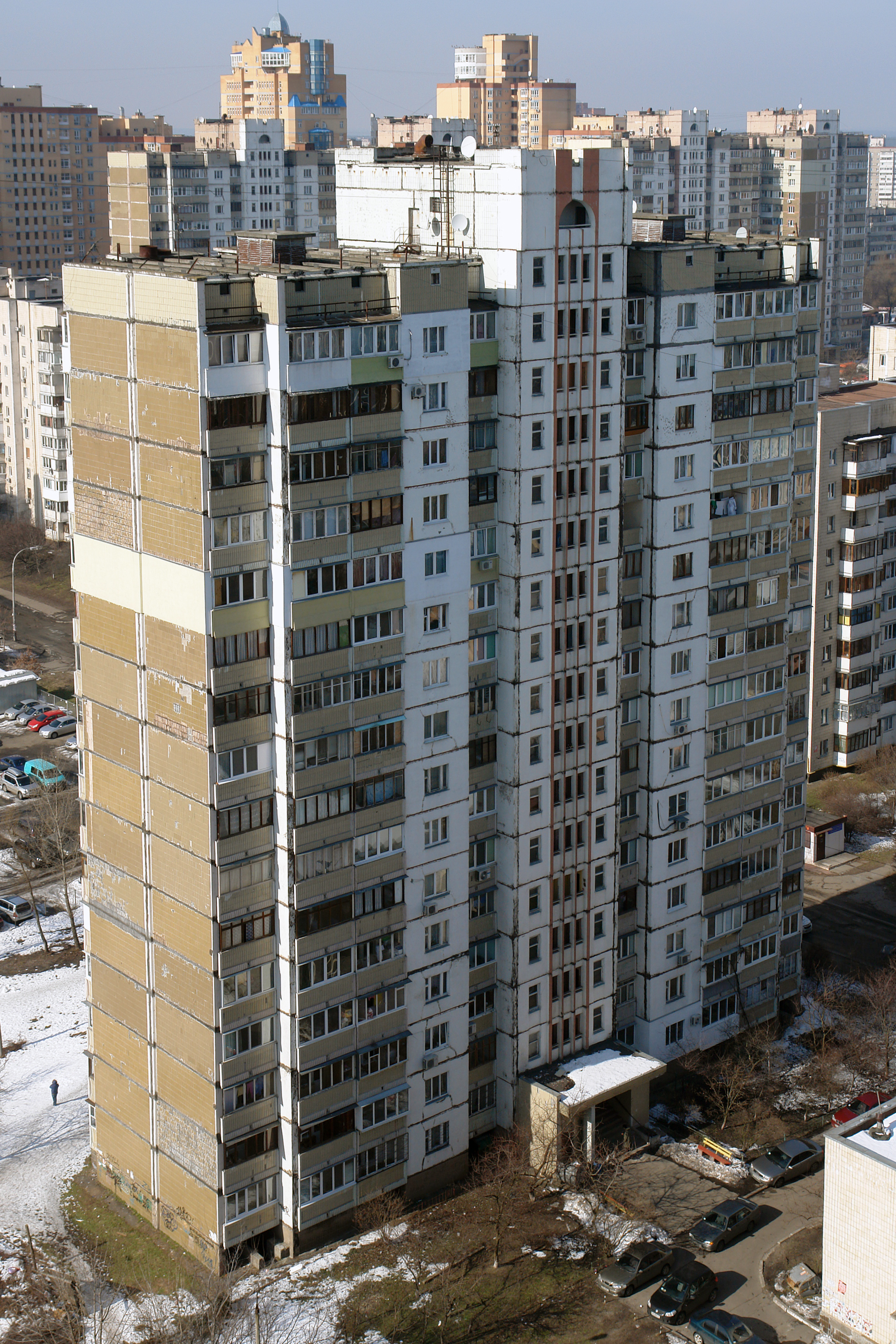
Святошин, вул. Стуса, 27 – 1992

##### Т-4д
Відрізняється додатковим коротким кроком 1,8 м посередині будинку, за рахунок чого збільшена ширина сходово-ліфтового вузлу (на фасаді додані глухі вставки обабіч панелі під'їзду) і однокімнатного помешкання разом із його (на фасаді посередині балькону). Будувалися з 2001 по 2005.

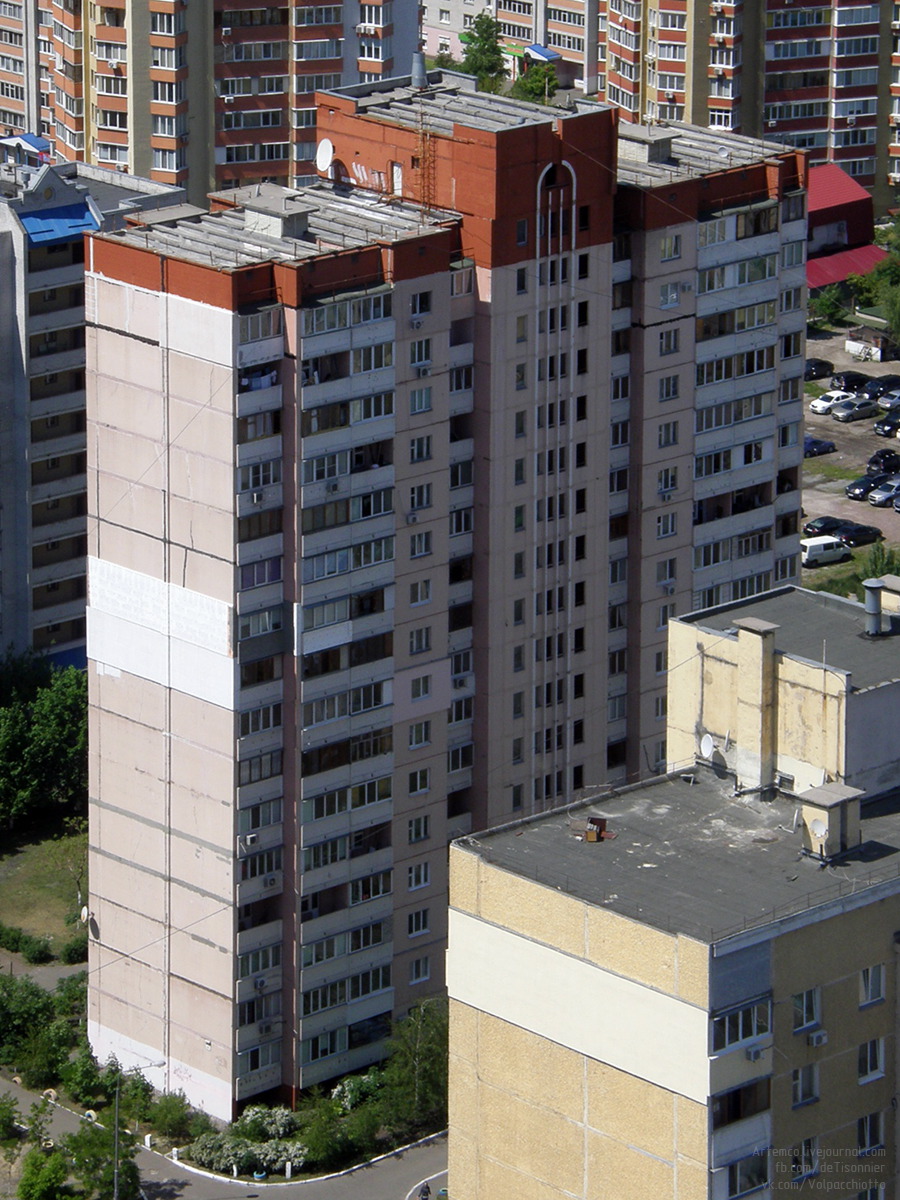
Позняки-8, вул. Княжий Затон, 4а – Т-4д, 2001
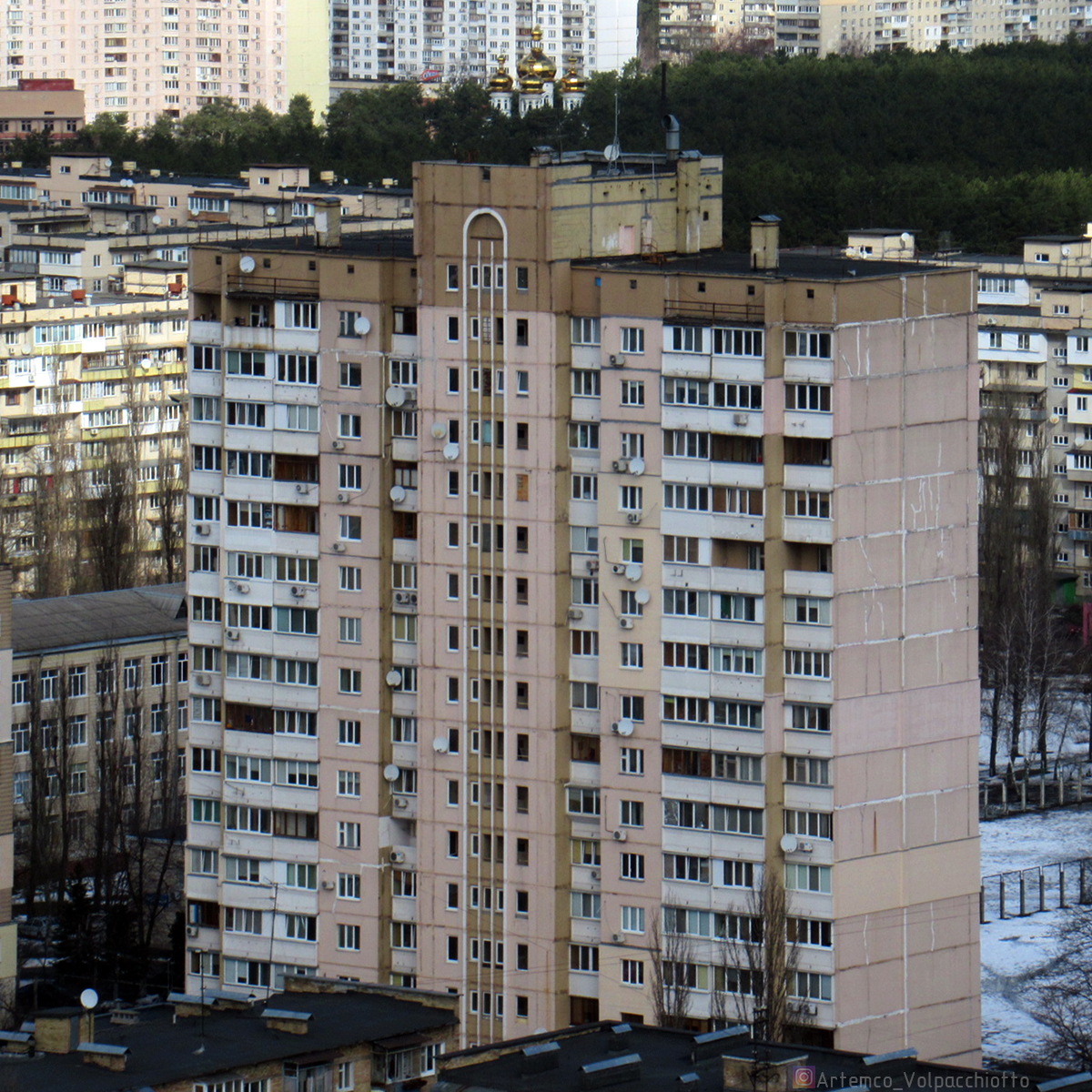
Лісовий-2, вул. Мілютенка, 28-в – 2003
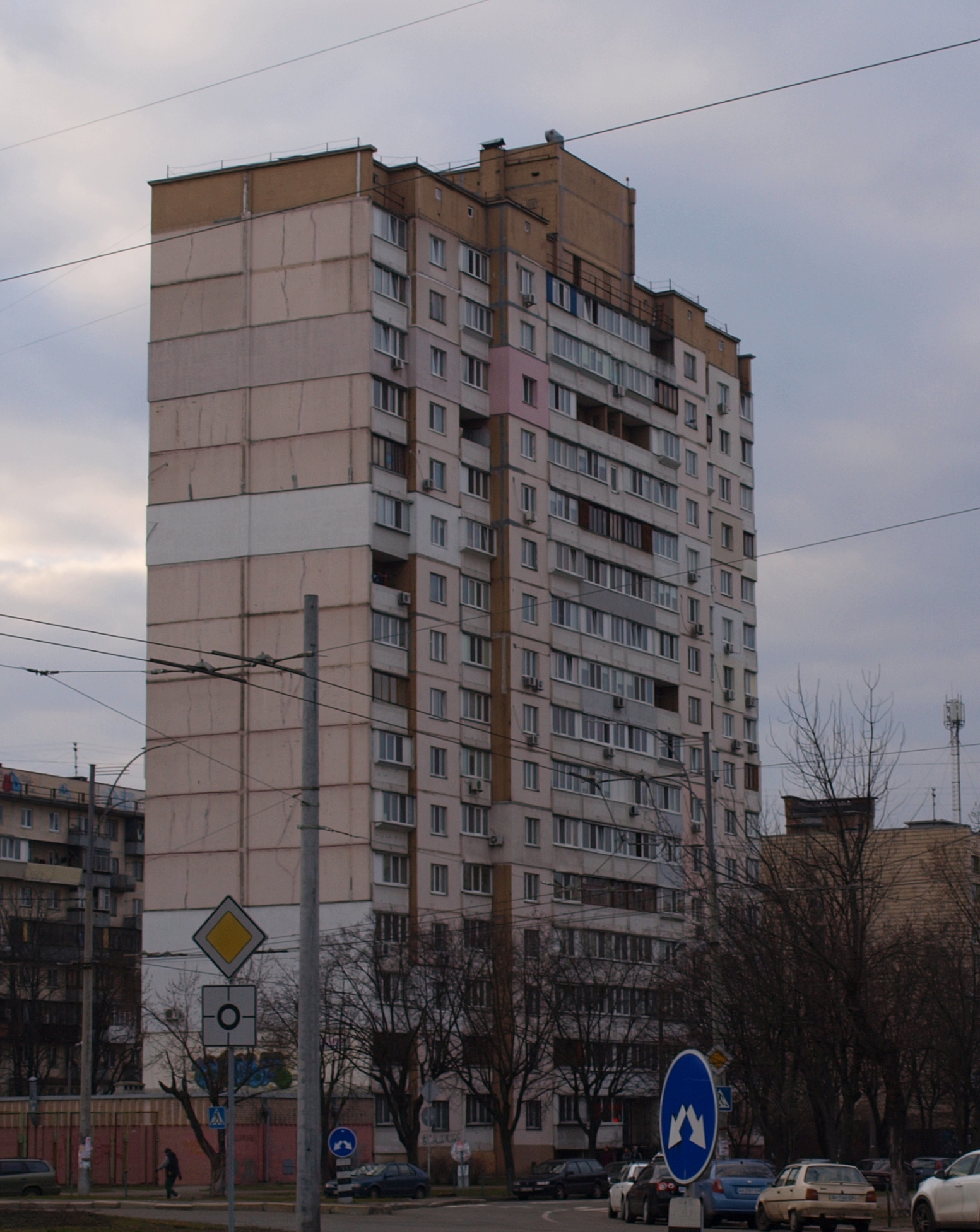
вул. Мілютенка, 25 – 2003
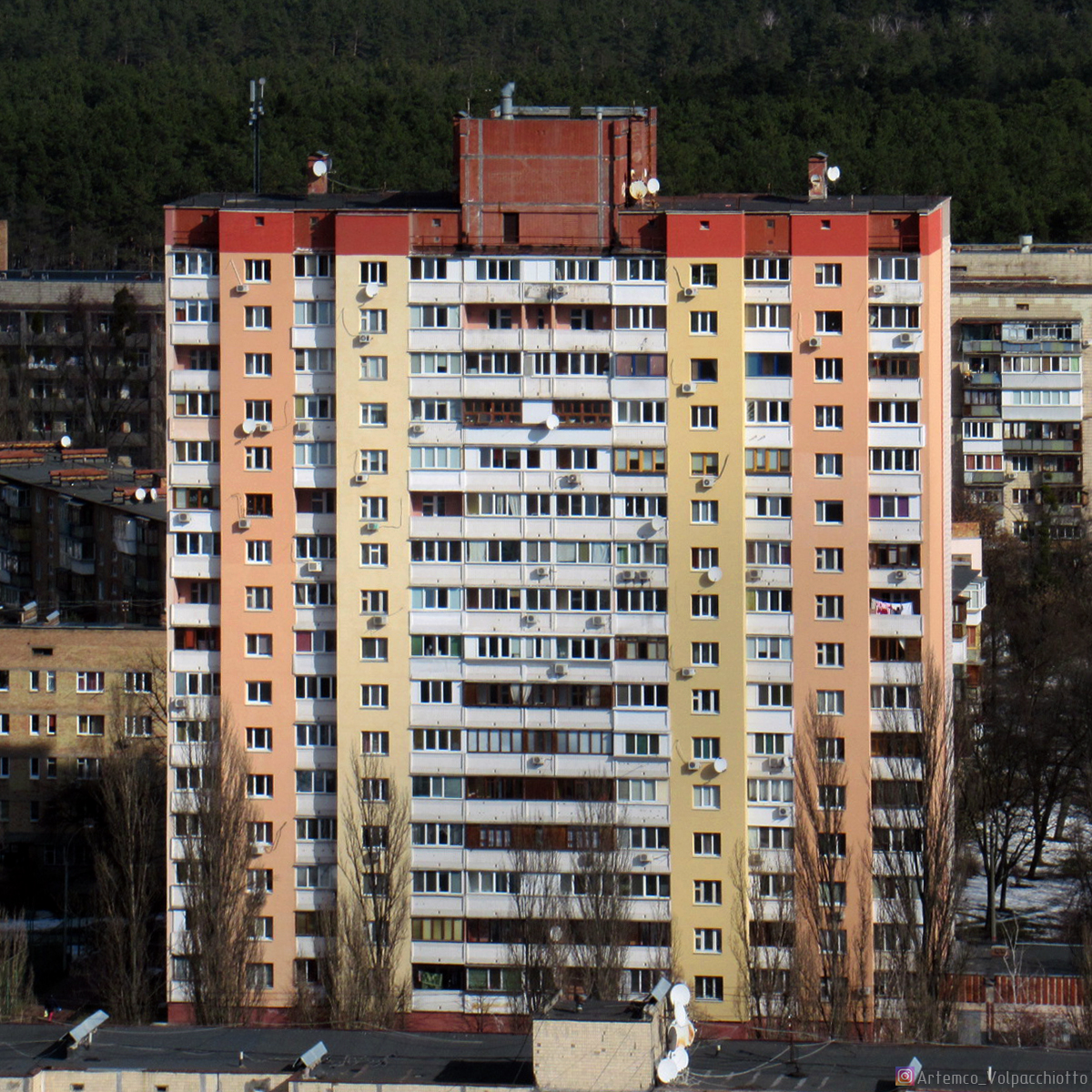
Лісовий-2, вул. Шолом-Алейхема, 17б – 2004

#### Т-6
Проєкт 121-176-4.84. Будувалися з 1986 по 1995.
Несиметричний плян і фасади, об'єм зсунутий на два. Довжина в осях 43,2 м або 12 кроків, ширина в осях 20,4 м. Всього 111 помешкань: 15 однокімнатних, 64 двокімнатних і 32 двокімнатних. На типовому поверсі 7 помешкань: 1 по 1 (площею 16,3 житловою і 33,3 м² загальною), 4 по 2 (29—29,8/50,4) і 2 по 3 кімнати (43,7/66). Площі кімнат 12,7—17,9 м²; кухонь 8,4 м²; лоджій 3,9—4,9 м²; ванної 2,6 м², туалету 1—1,2 м².

паспорт проєкту
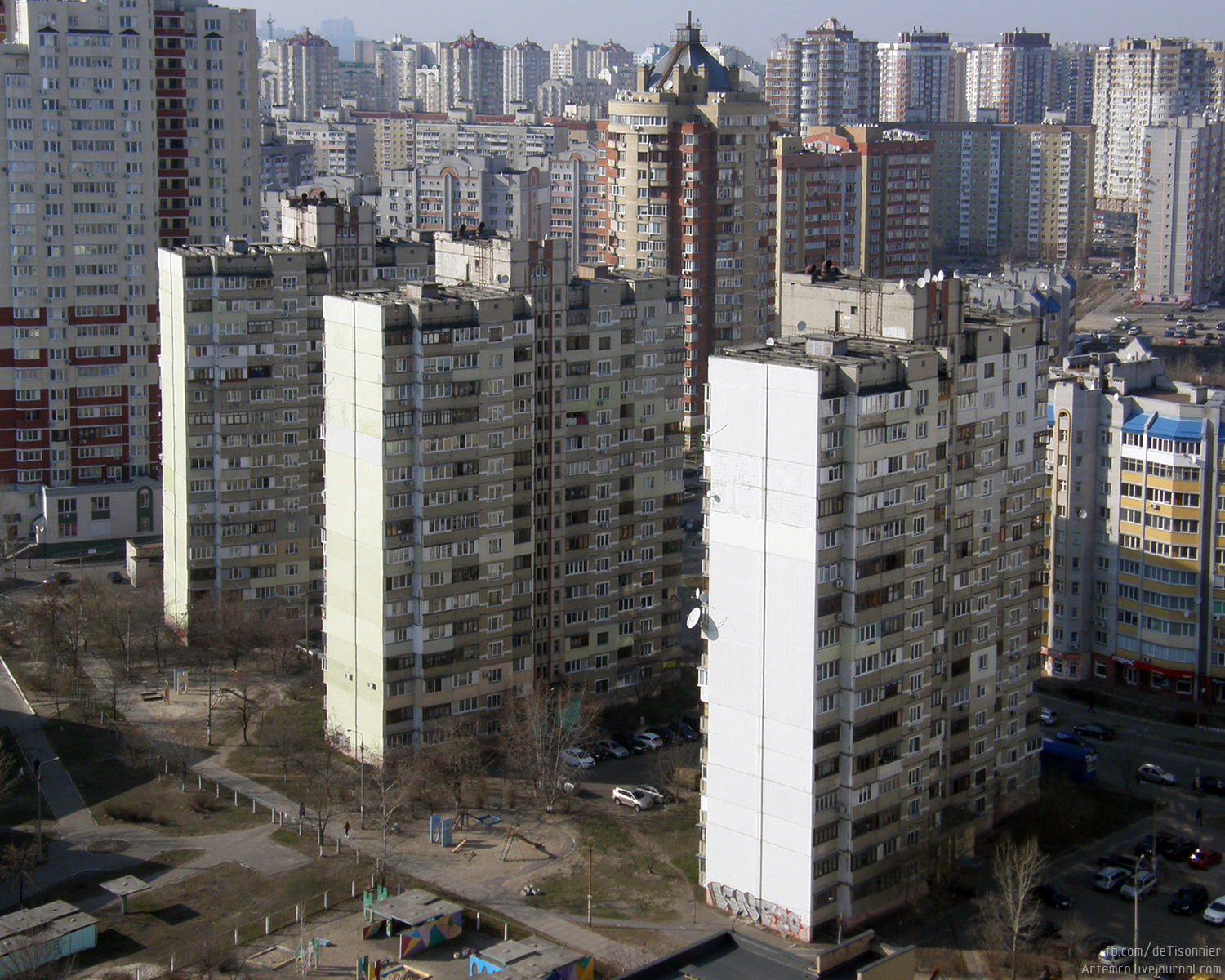
Позняки-10, вул. Княжий Затон, 3, 5, 7 – 1993

#### Т-7
Проєкт 121-176-5.84. Будувалися з 1984 по 1997.
Симетричний плян і фасади, але об'єм зсунутий на два нерівних. Довжина в осях 43,2 м або 12 кроків, ширина в осях 20,4 м. Всього 111 помешкань: 15 однокімнатних, 64 двокімнатних і 32 двокімнатних. На типовому поверсі 7 помешкань: 1 по 1 (площею 16,3 житловою і 32,3 м² загальною), 4 по 2 (29—29,8/50,4) і 2 по 3 кімнати (43,7/66). Площі кімнат 12,7—17,5 м²; кухонь 8,4 м²; лоджій 3,9—4,9 м²; ванної 2,6 м², туалету 1—1,2 м².

паспорт проєкту
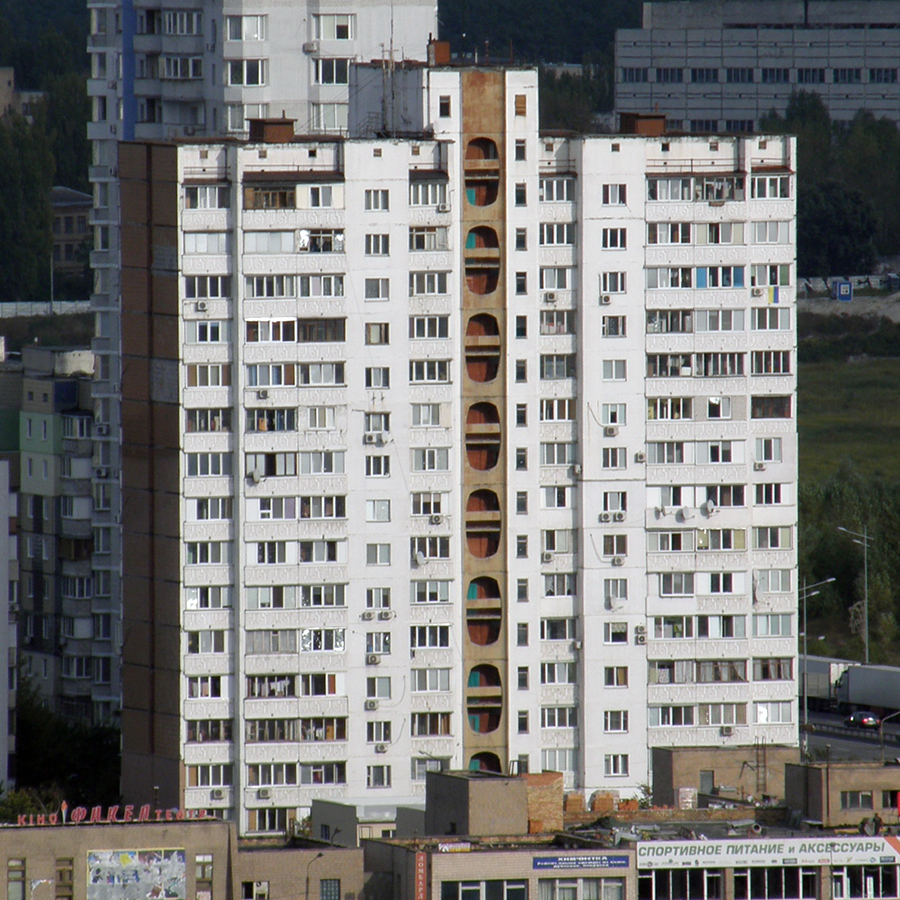
Харківський-5, просп. Бажана, 5, 1988

#### Нереалізовані
На 95 помешкань 121-176-6.85, 121-176-7.85, «Т-3» і «Т-5».

### Т-8
12-поверхові харківські проєкти 121-176-010.13.89 «Т-8» (3 однокімнатних і 2 трикімнатних помешкання на поверсі), Т-8-1 (2 двокімнатних, 1 трикімнатне і 1 чотирикімнатне помешкання на поверсі) і Т-8-2 (3 однокімнатних і 2 трикімнатних), Т-8-4 (3 однокімнатних і 2 трикімнатних) з симетричними плянами і фасадами. 9-поверхові побудовані у селищі Слобожанське Чугуївського району. За межами Харківської області будинки проєкту існують в Охтирці (1) і Білгороді.
Окрім Т-8 для Харкова було розроблено 121-176-8.13.89 «Т-2» (1 однокімнатне, 2 двокімнатних і 2 чотирикімнатних помешкання на поверсі) і 121-176-09.13.89 «Т-4» (1 однокімнатне, 4 двокімнатних і 2 трикімнатних помешкання на поверсі)
Однокімнатні помешкання мають площу 17—18 житлову і 34,1—39 м² загальною), двокімнатні – 28,7–29,8/51,4—52, трикімнатні – 41,9—44,6/68,3—71,4, чотирикімнатні – 54,4/80. Площі кімнат 11,8—18 м²; кухонь 8,5 м²; ванної 2,6–2,7 м², туалету 1—1,1 м².
Пізнаваною рисою серії є заводське облицювання зовнішніх панелей коричневою горизонтальною плиткою, балькони ламаної форми, похилий дах-стіна техповерху і ліфтової надбудови і постмодерністський декор.

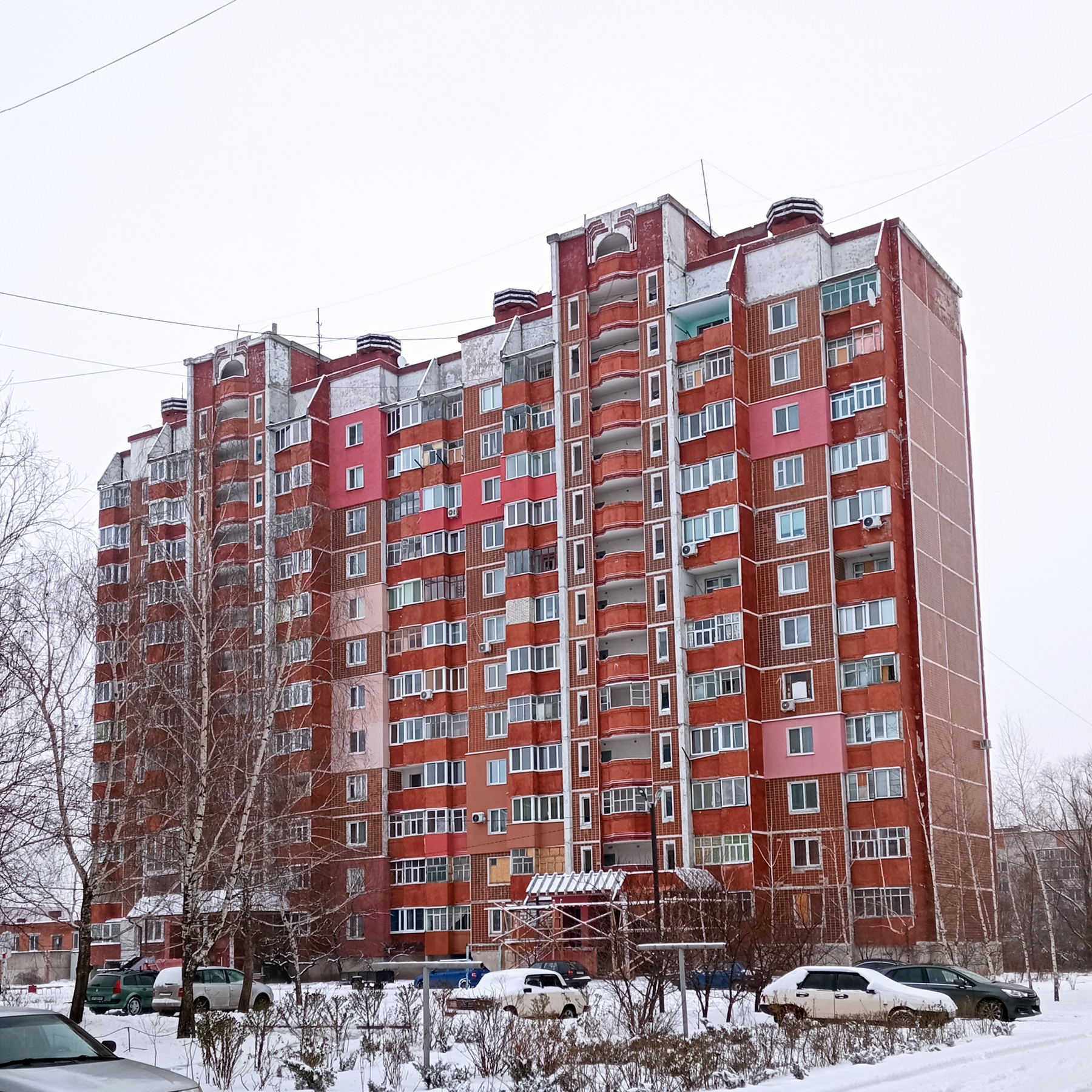
Охтирка, вул. Полтавська, 10-Б, 1997
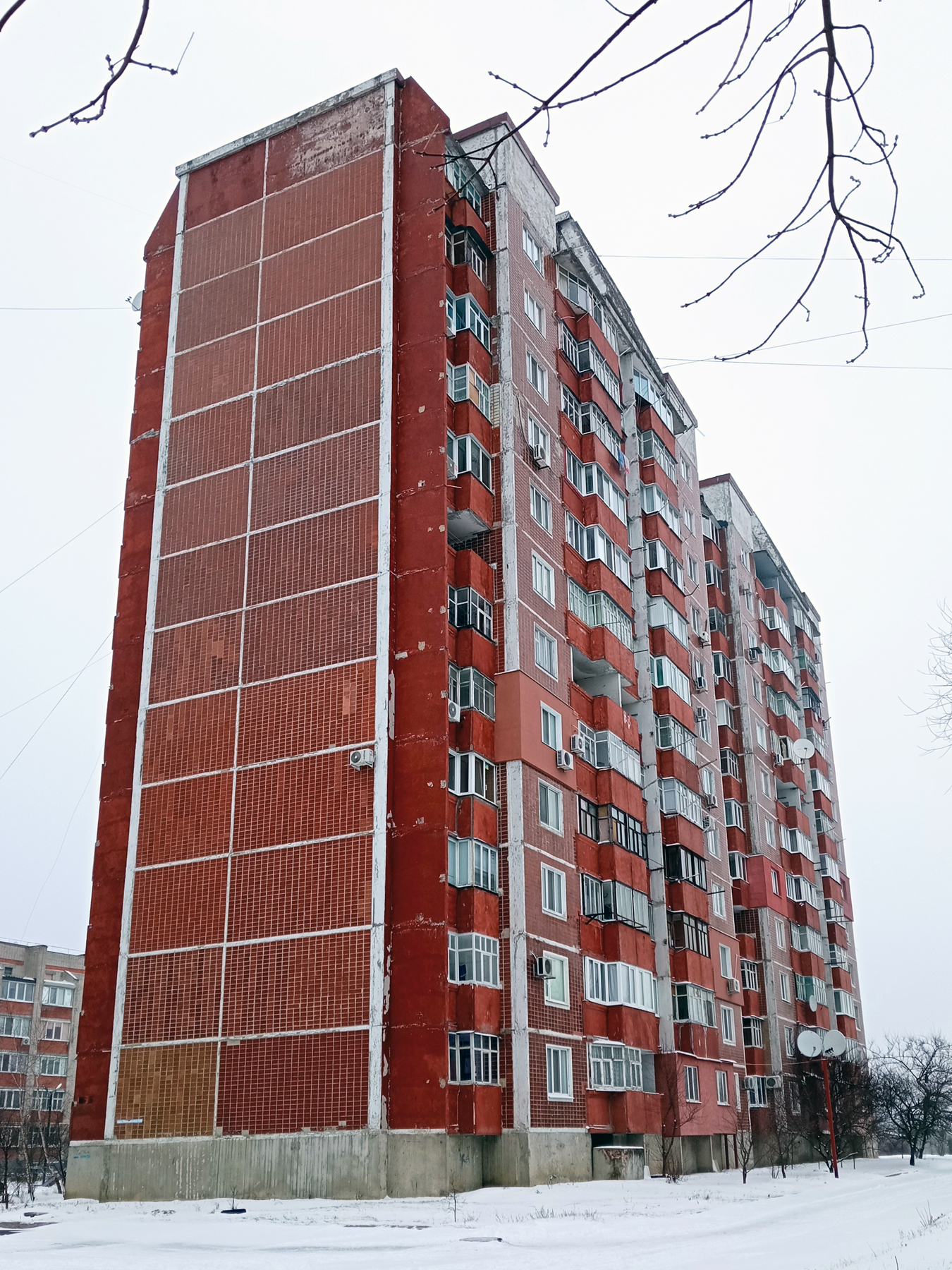
Охтирка, вул. Полтавська, 10-Б, 1997

### Т-22

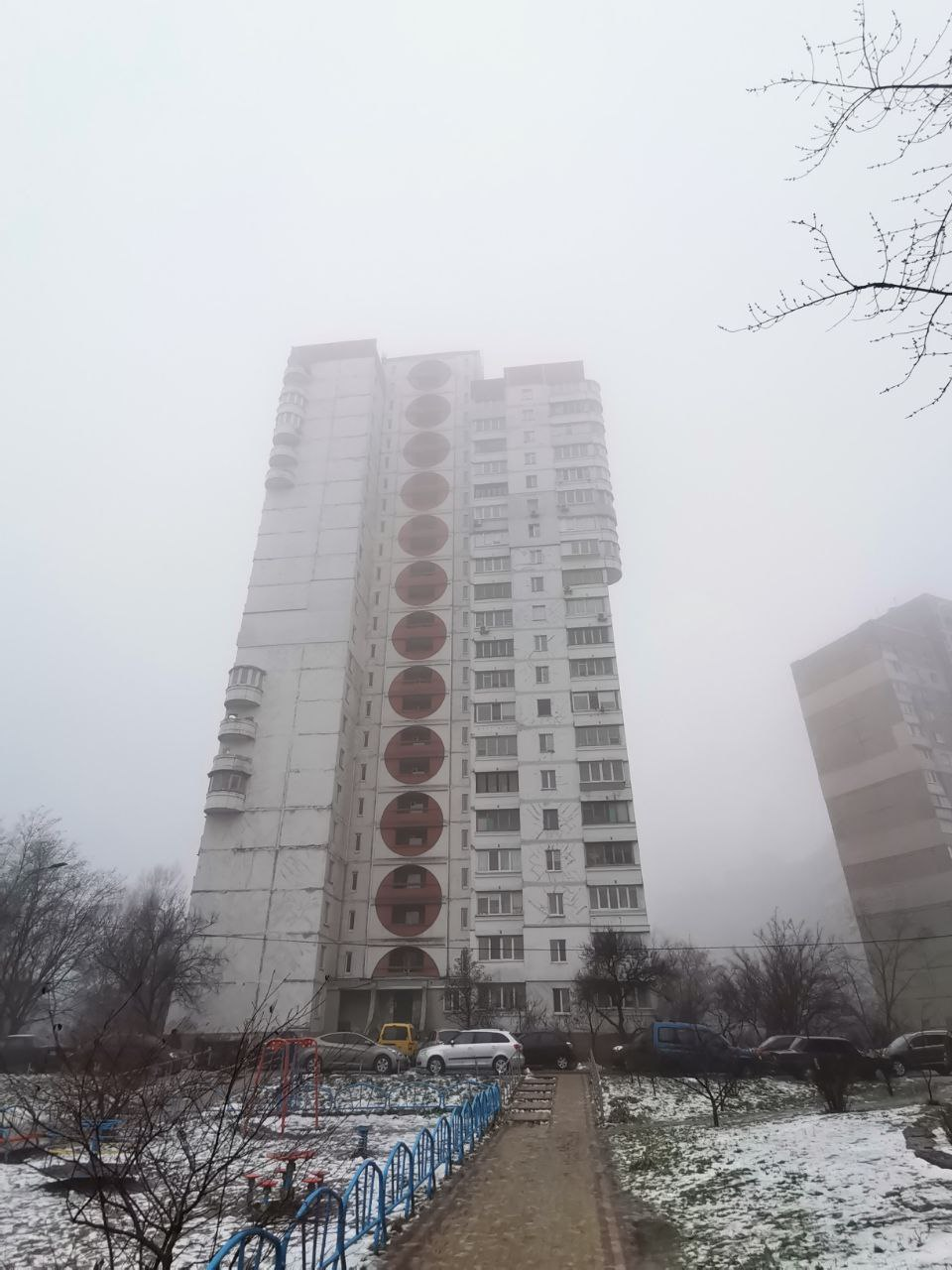
Троєщина, просп. Червоної Калини, 5а — 1988

Проєкт 121-176-6.84. Чотири 22-поверхових будинки (Троєщина, Виноградар, Кардачі, 1986–1991) загальною висотою 69,6 м і три 20-поверхових (10й мікрорайон Осокорків, 1996–1998).
Центросиметричний плян. Згідно українських будівельних норм будинки такої поверховості мають три ліфти: два пасажирських і один вантажопасажирський. На поверсі 7 помешкань (2 однокімнатних, 3 двокімнатних, 2 трикімнатних) або 5 (1 двокімнатне, 2 трикімнатних, 2 чотирикімнатних). Площа кімнат 9,7–17,7 м², кухонь	8,3—8,6 м, ванної 2,5—2,6, туалету 1—1,1.

### Т-25
22- або 25-поверховий будинок проєкту 2005 року, вперше побудовані у 2006 в 8му мікрорайоні Позняків.
Згідно українських будівельних норм будинки такої поверховості мають три ліфти: два пасажирських і один вантажопасажирський, тому з боку під'їзду фасада несиметрична, інші фасади симетричні. На поверсі один прямий коридор. Одразу в проєкті передбачена прибудова приміщення консьєржки. Один крок на першому поверсі займає евакуаційний вихід для мешканців першого поверху. Зовнішні стіни утеплені пінопластом або облицьовані навісною фасадою з плиткою «марморок».
В будинку 150 помешкань: 50 однокімнатних (площа житлова 17,7 і 47,5—48,2 м² загальна), 76 двокімнатних (35,3/68,3—72,8) і 24 трикімнатних (52,5/90,7—91,6). Площі кімнат 17,5—17,7 м²; кухонь 11,2—12; бальконів 5,8—6,2; ванної 3,8, туалету 2,3, спільного санвузлу в однокімнатних квартирах 4,4.

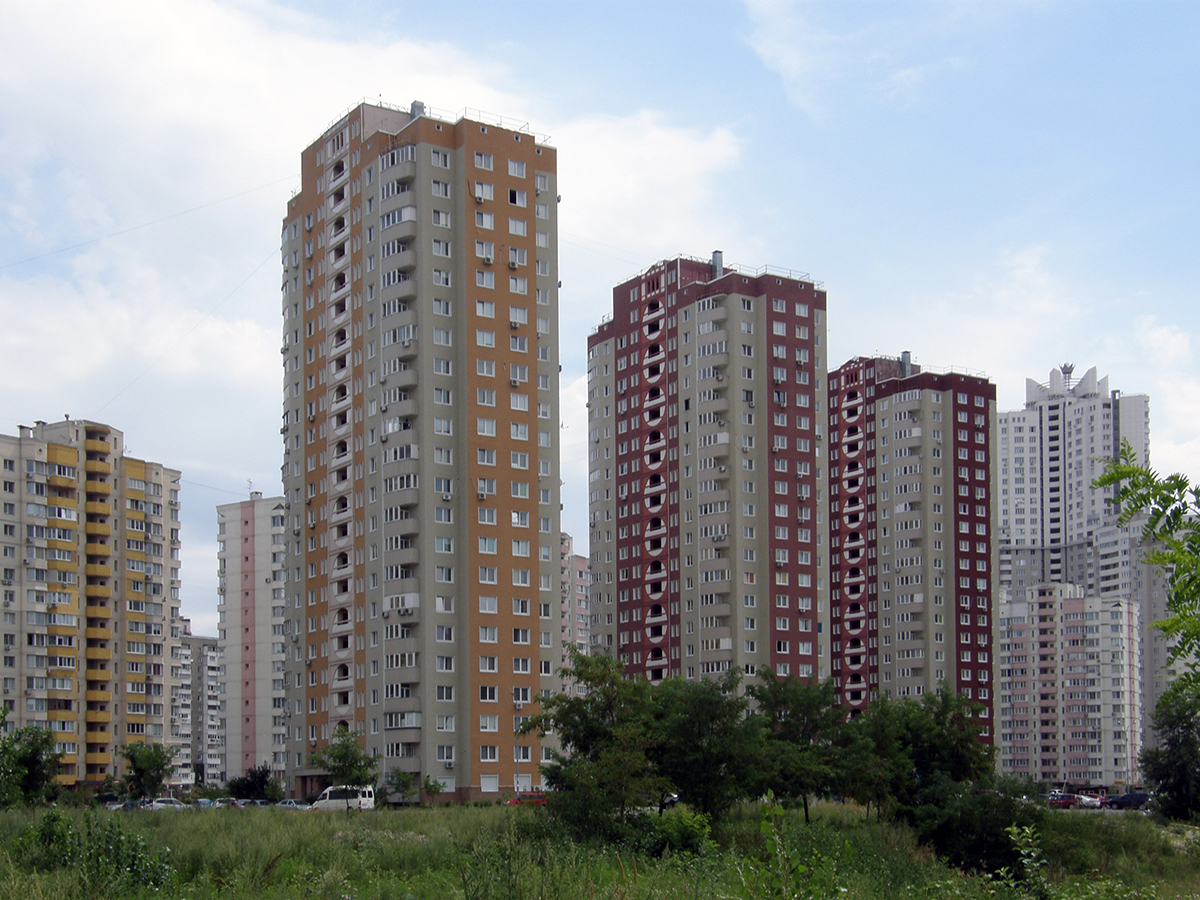
Позняки-8, просп. Григоренка, 28, а, б, в – перші будинки проєкту, 2006
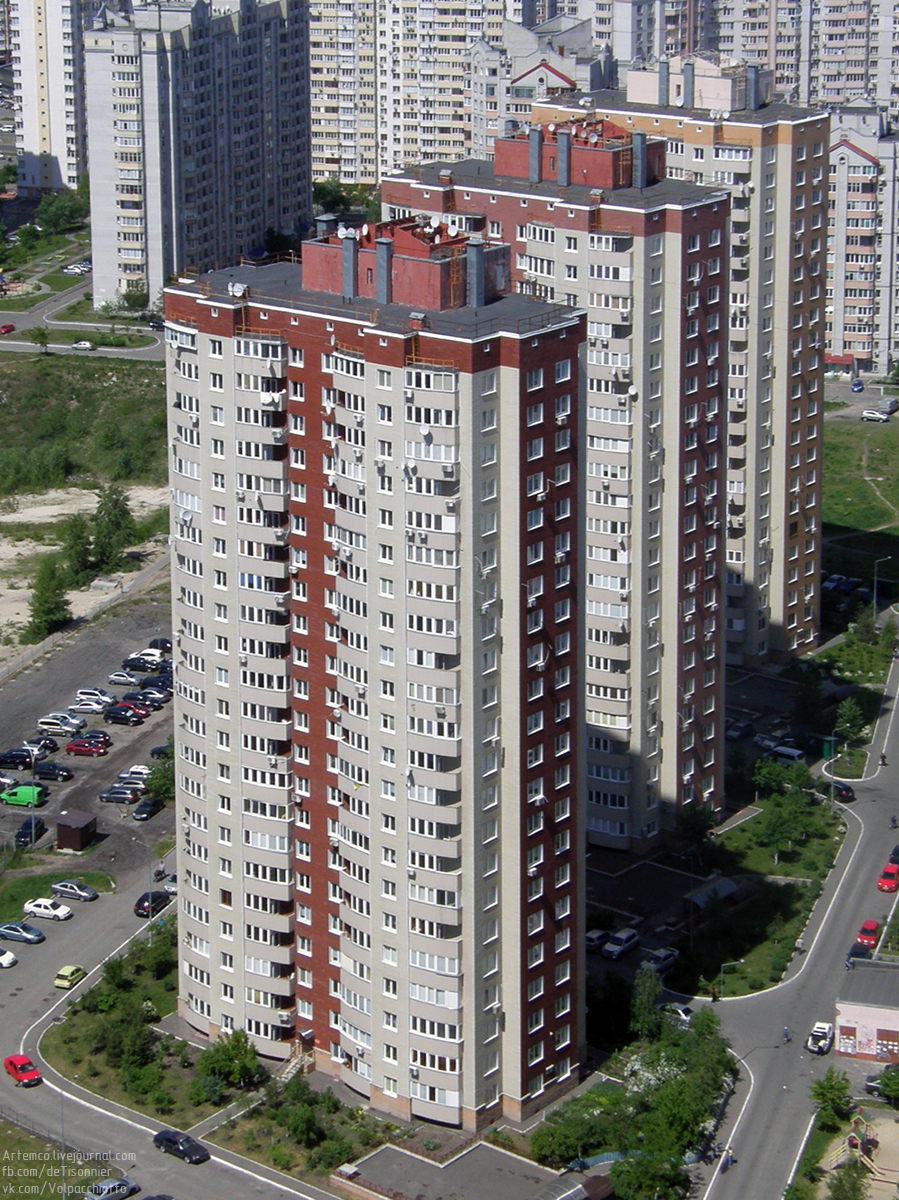
Позняки-8, просп. Григоренка, 28, в, б, а – перші будинки проєкту, 2006
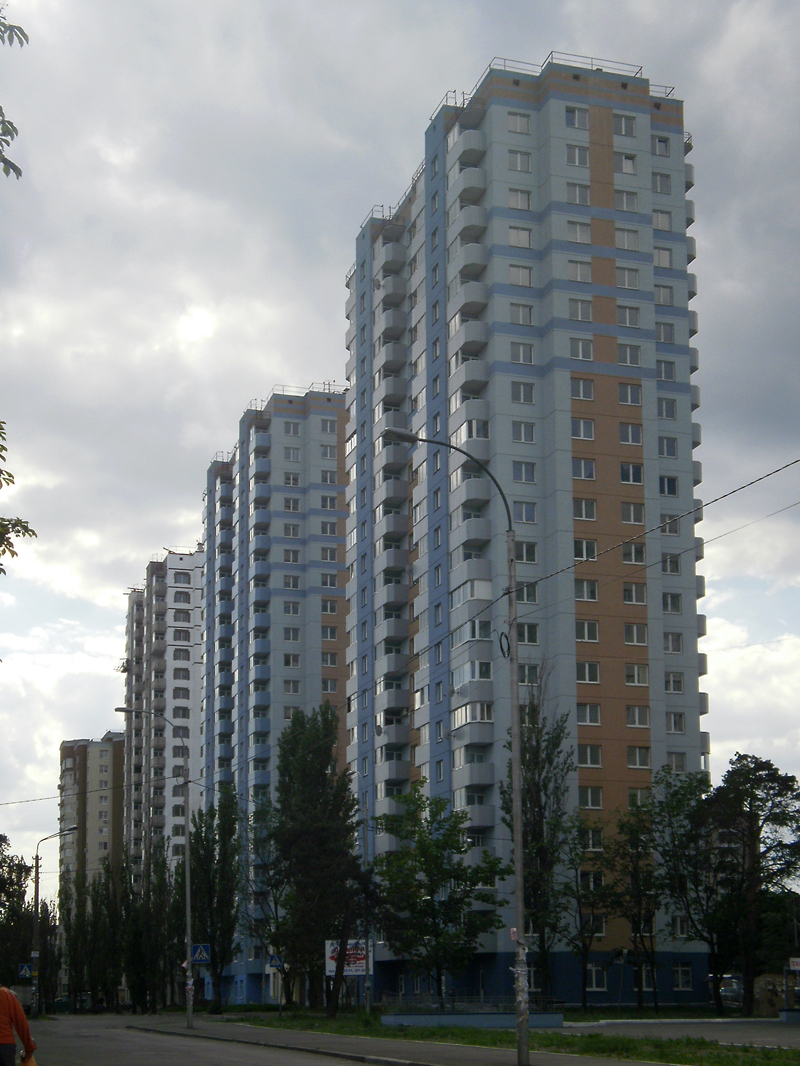
Дарниця, вул. Краківська, 13 (2009)
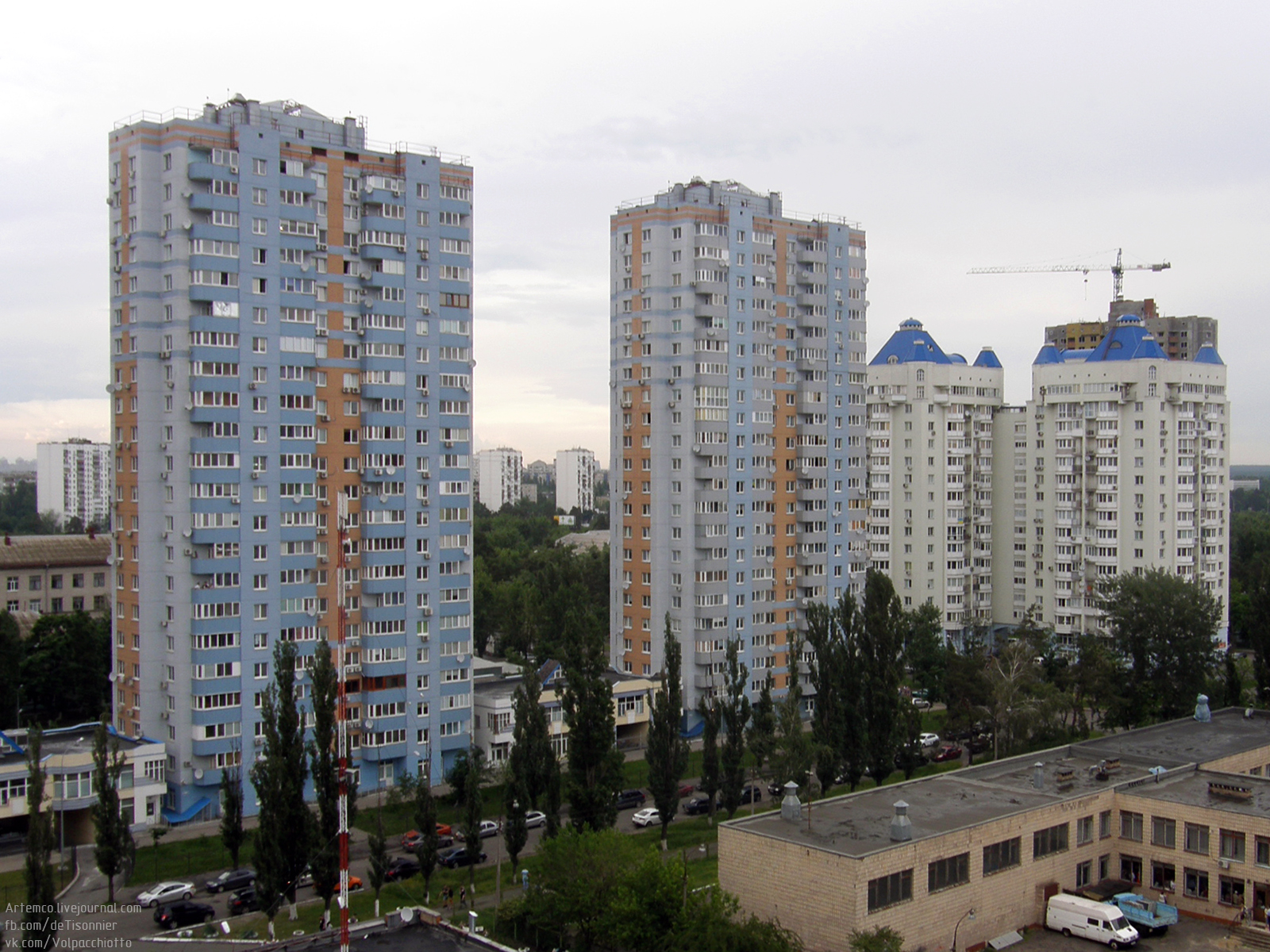
Дарниця, вул. Краківська, 13 (2009)
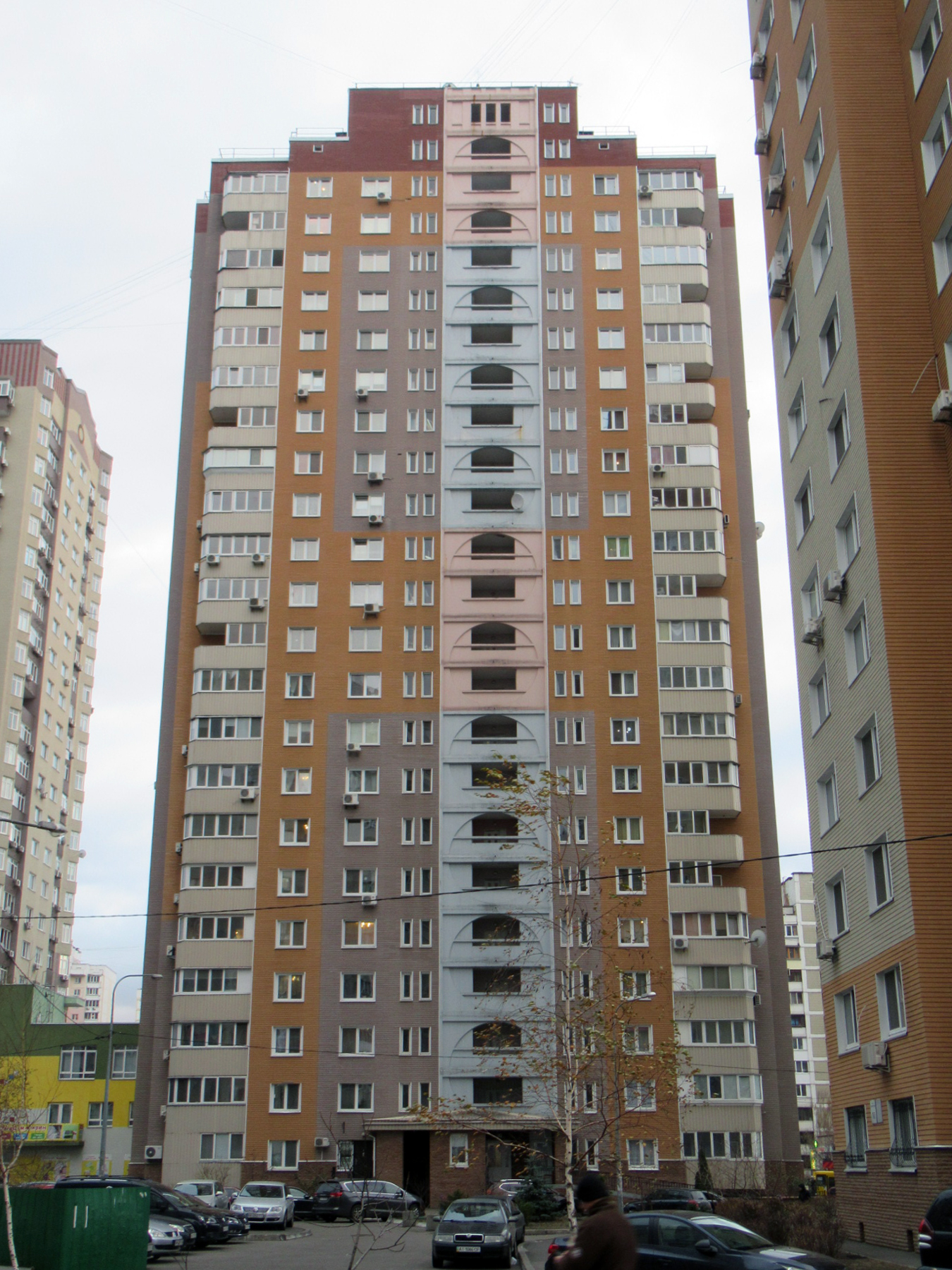
Троєщина, вул. Миколи Лаврухіна, 8 (2009)
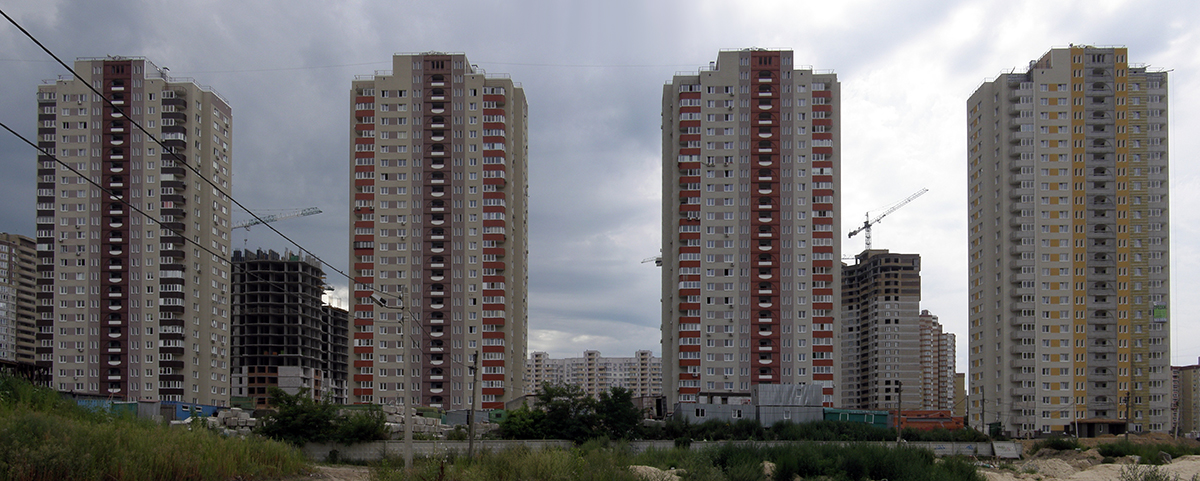
Позняки-2, просп. Григоренка, 20а (2009), вул. Ахматової, 24 і 28 (2010), вул. Урлівська, 24 (2012)
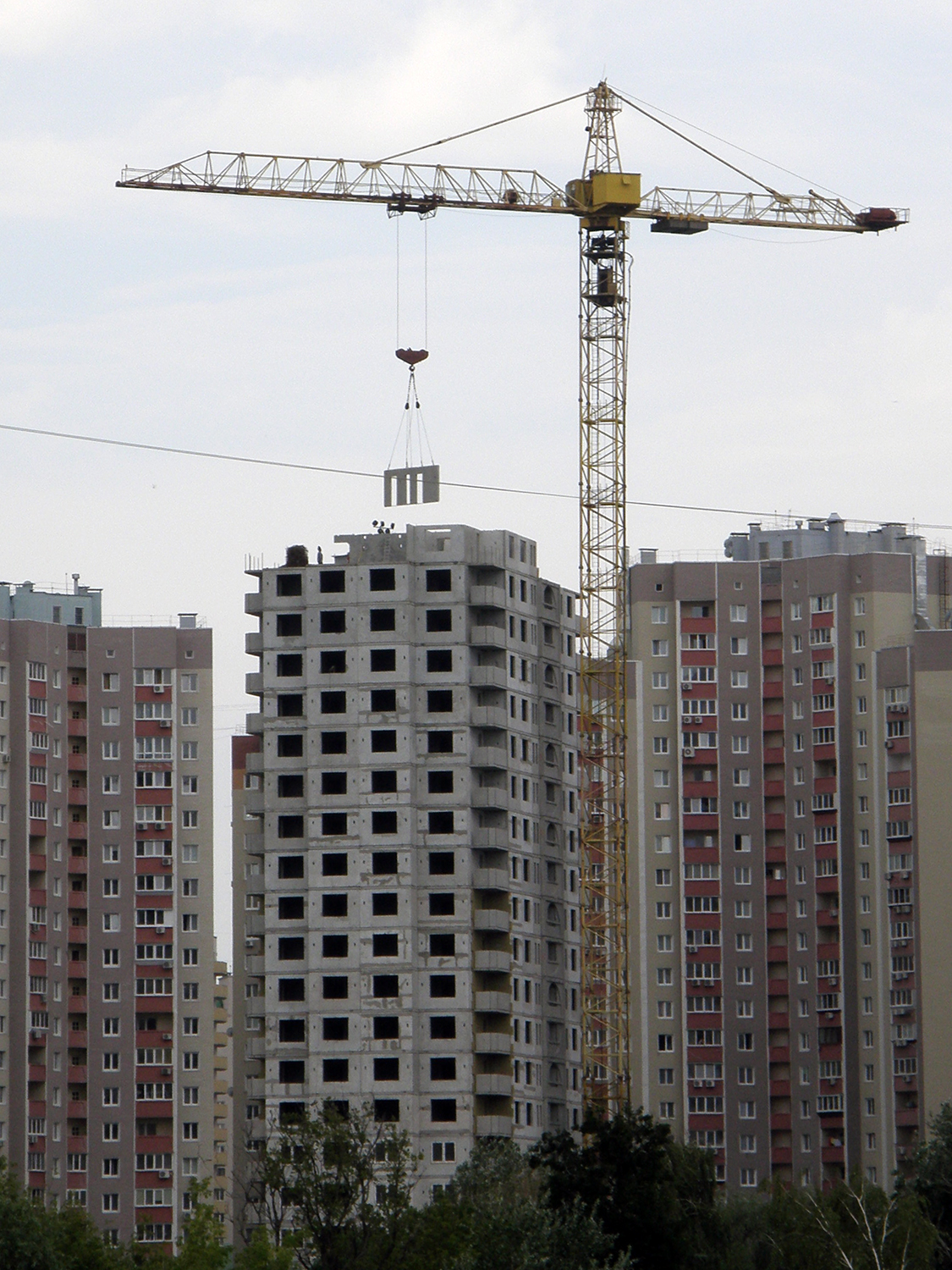
Позняки-2, вул. Урлівська, 36а, будується у 2012
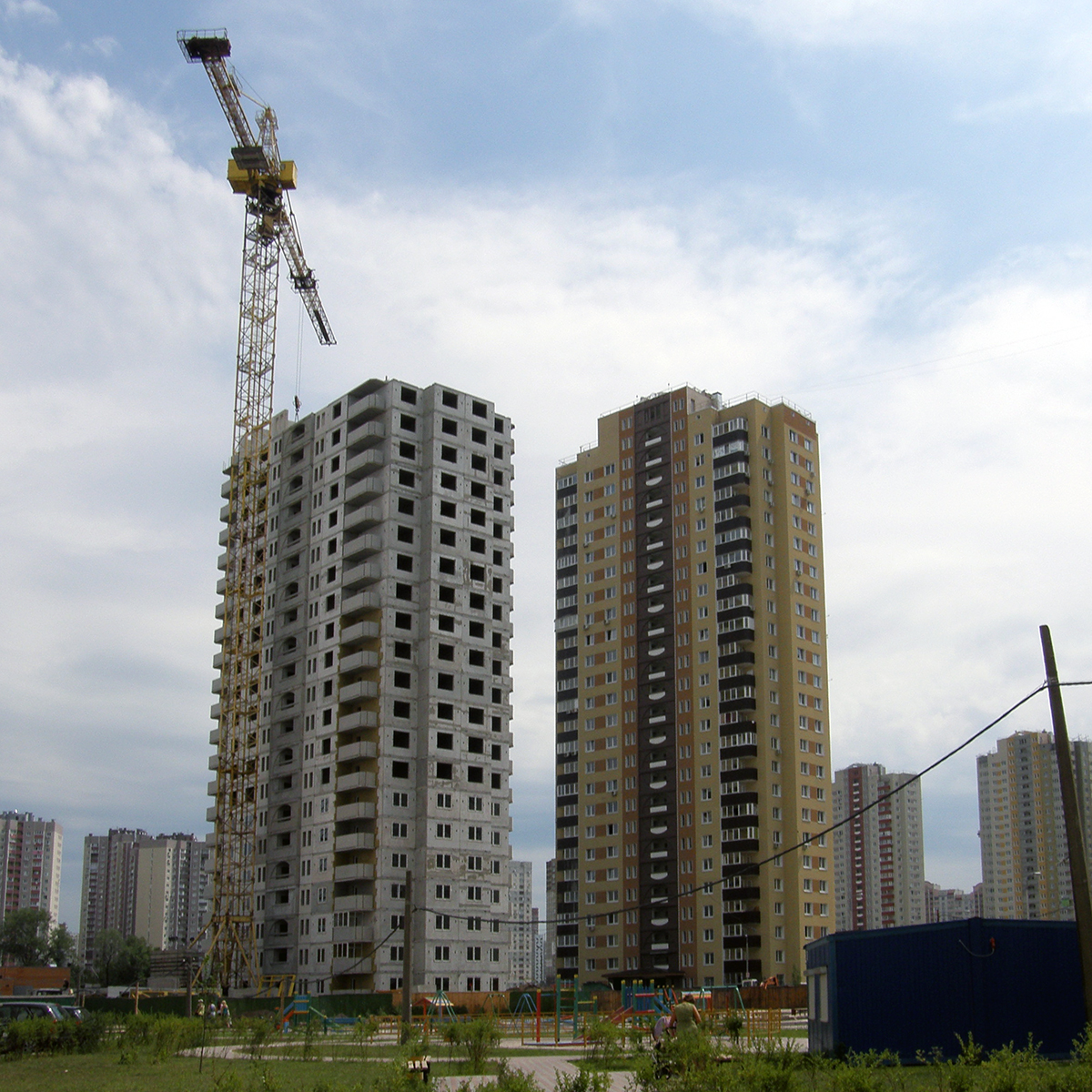
Позняки-2, вул. Урлівська, 36а (будується, 2012 р.) і 34а
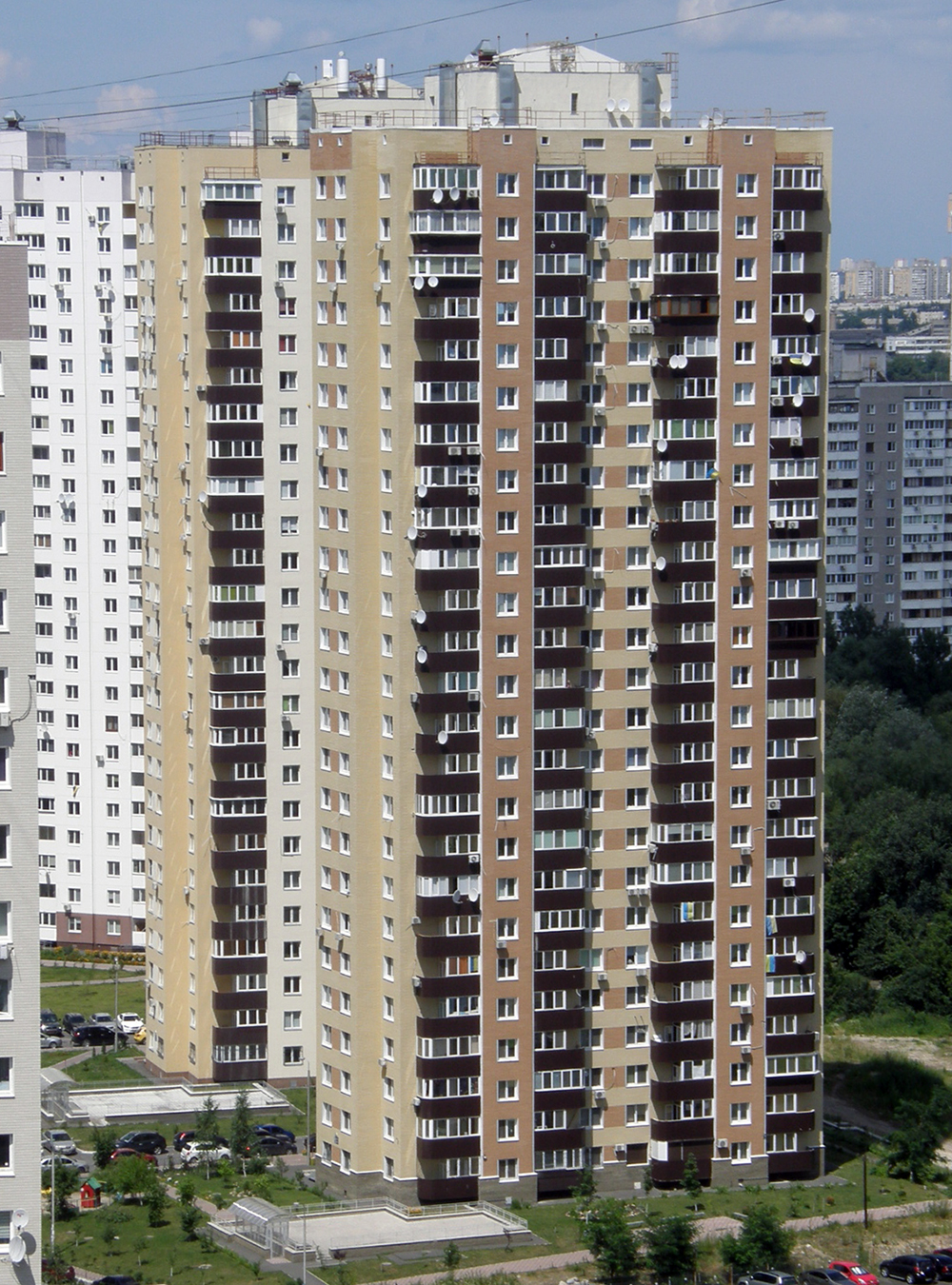
Позняки-2, вул. Урлівська, 34а (2012)
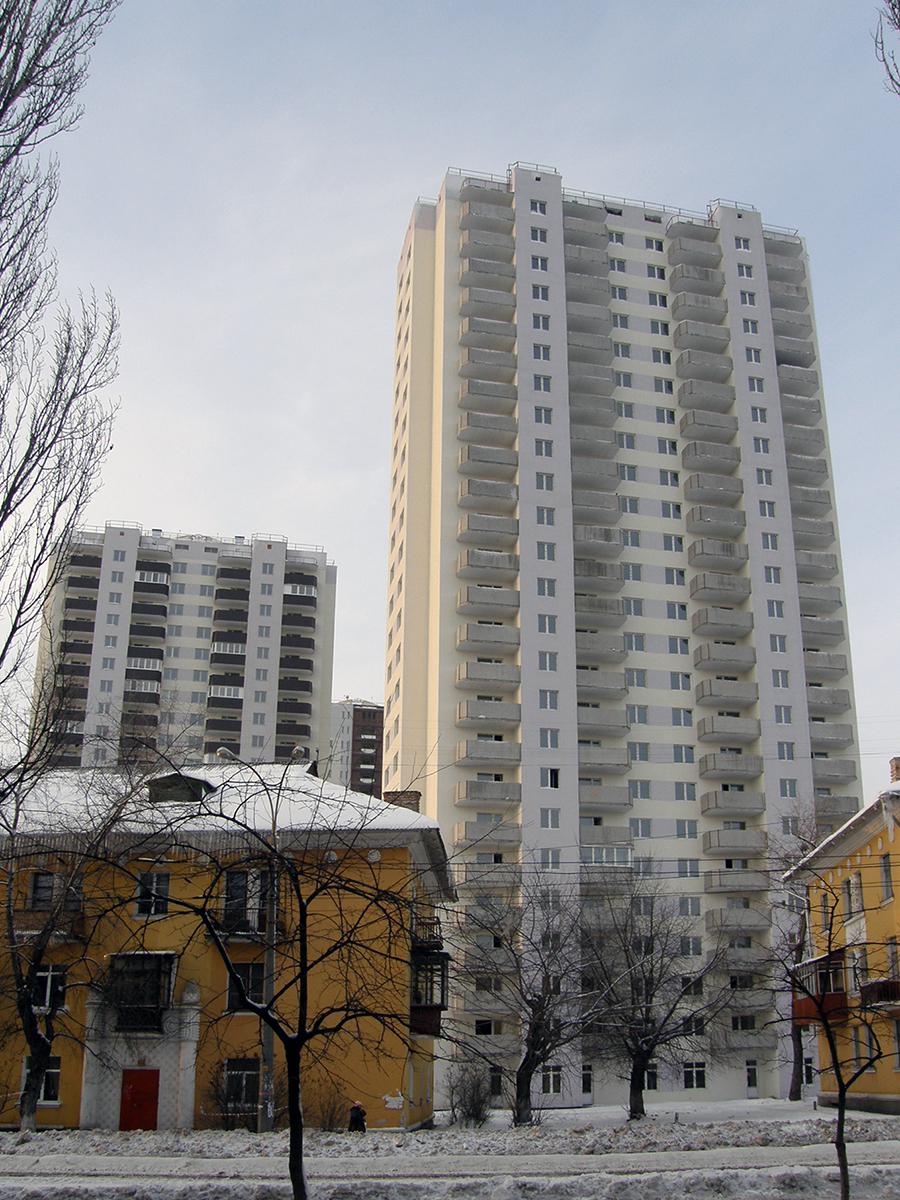
ДВРЗ, вул. Макаренка, 1а, до пофарбування фасади, за ним вул. Бородіна, 6а
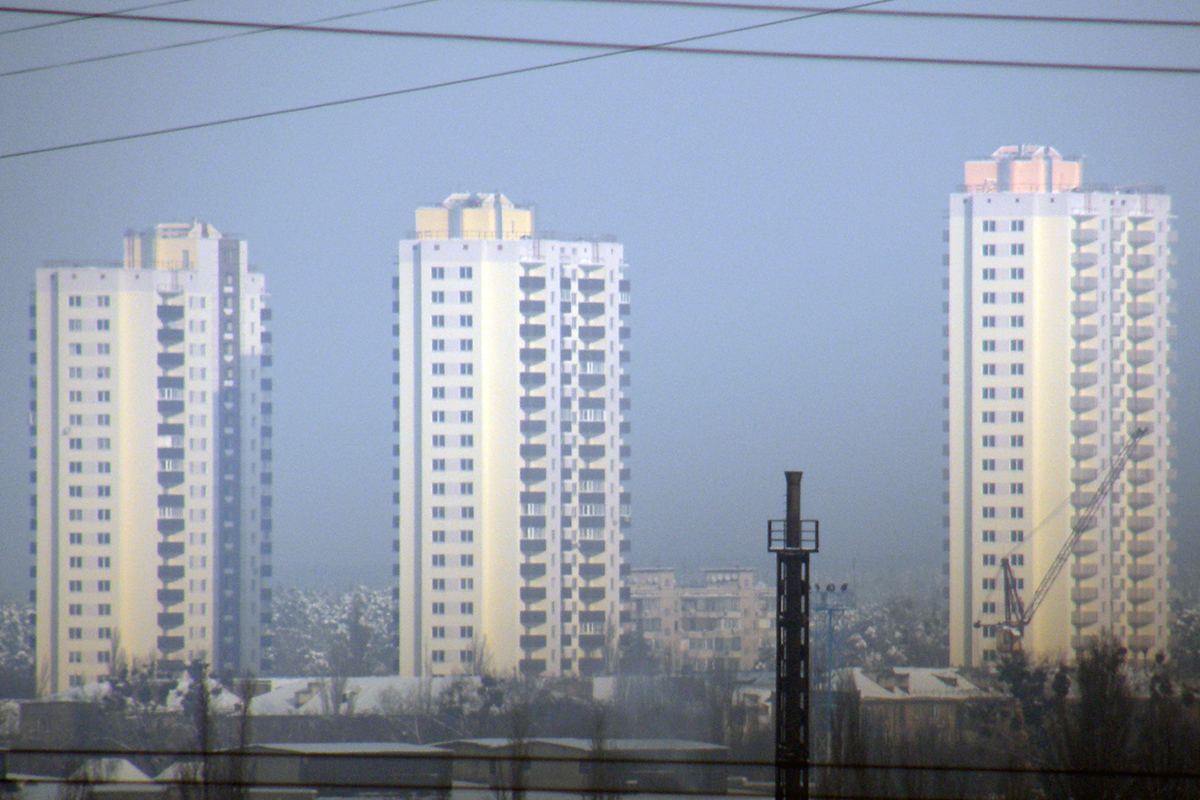
ДВРЗ, вул. Бородіна, 6 (2010), 6а (2012) і вул. Макаренка, 1а (2013) – всі різної поверховості, в їх числі єдиний 23-поверховий будинок
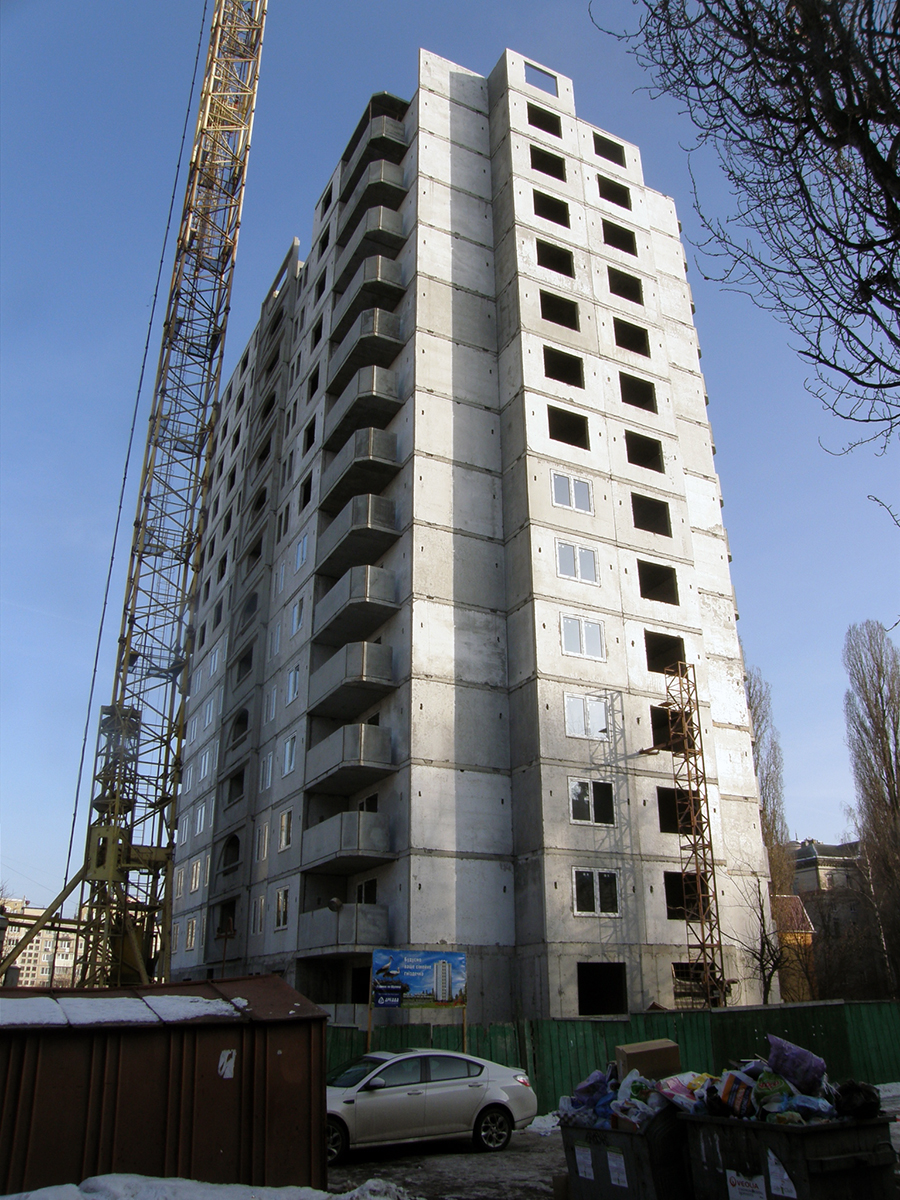
Шулявка, вул. Гарматна, 31а. перший поверх монолітний, 2013
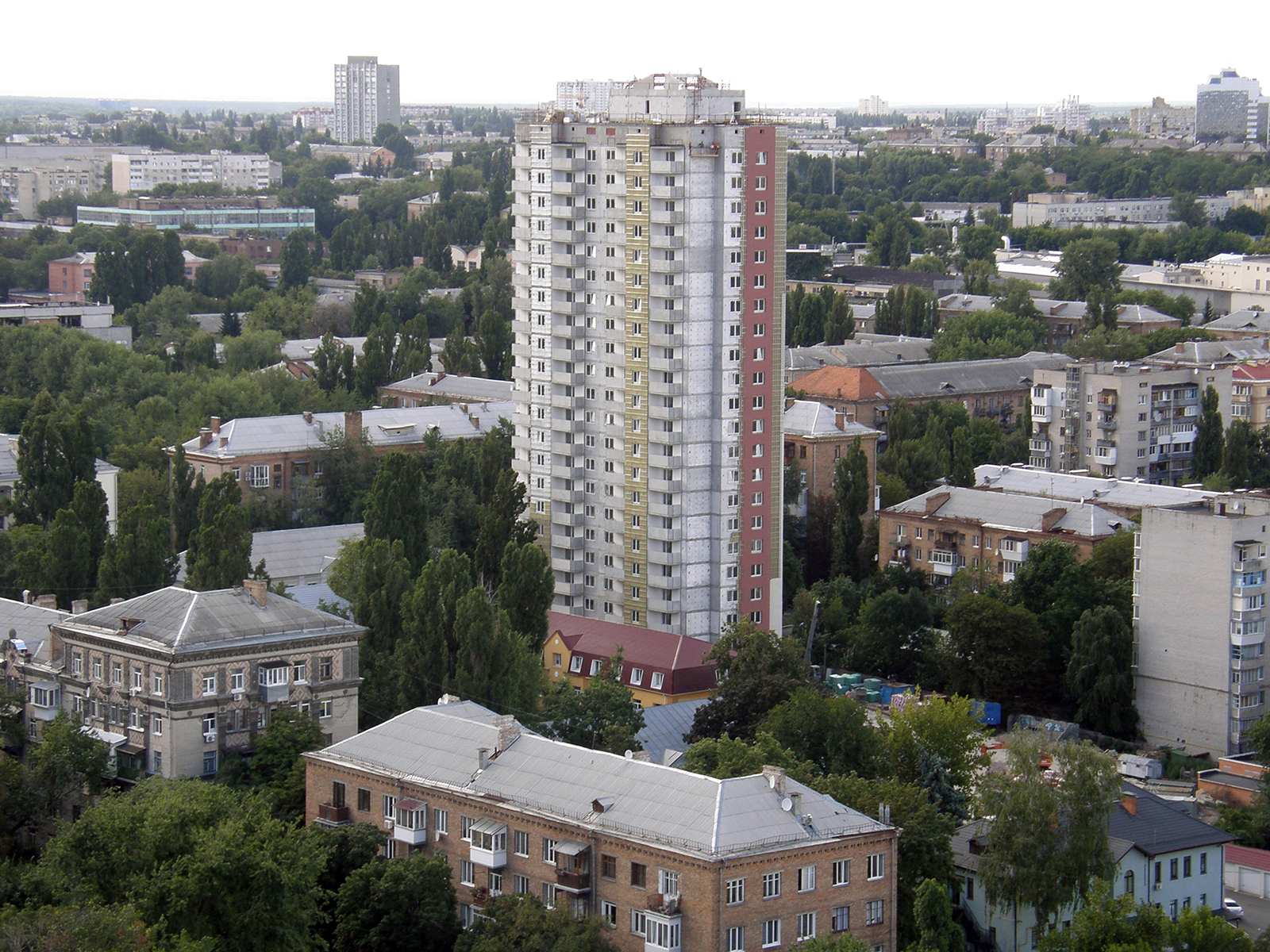
Шулявка, вул. Гарматна, 31а під час утепління фасади
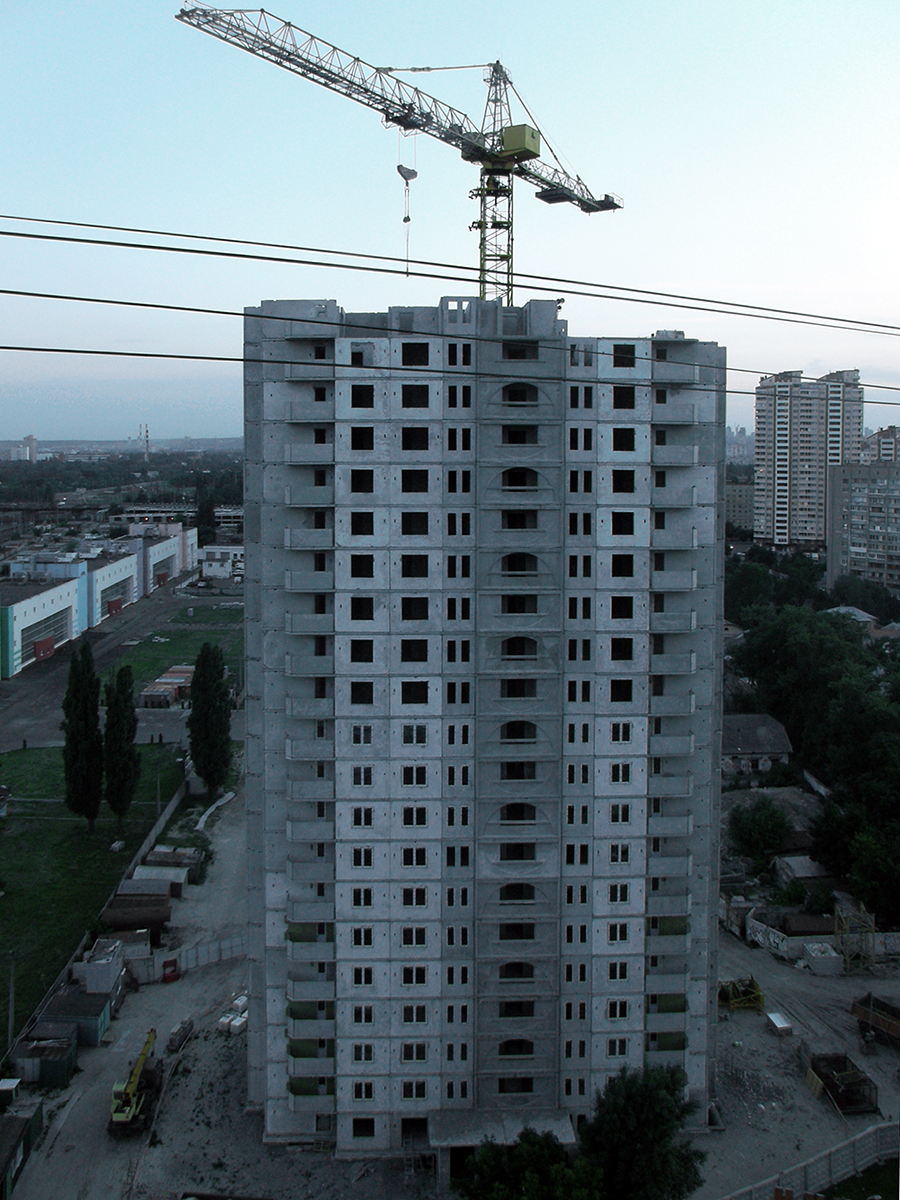
Стара Дарниця, вул. Хорольська, 1а, 2013 р.

#### останні варіянти
В 2014 в ЖК «Лимонад» почалося будівництво зміненого проєкту з подвоєними секціями, де симетрія фасади секції змінена до симетрії відносно шву між секціями. На поверсі містяться 6 помешкань: 1 однокімнатне (площа житлова 18, загальна 42,1—42,6 м²), 3 двокімнатних (35,3—35,5/60,3—69,9) і 1 трикімнатне (43,3/81,4—81,7).
У 2015 у Моторному провулку почалося зведення будинку з панелей Т-25 з кутовою секцією. В 2017 по вул. Народній почалося будівництво секції довжиною 13 кроків. Нові будинки не мають характерних бальконів сходів, але все ще мають декоративну залізобетонну призму на даху ліфтової надбудови.

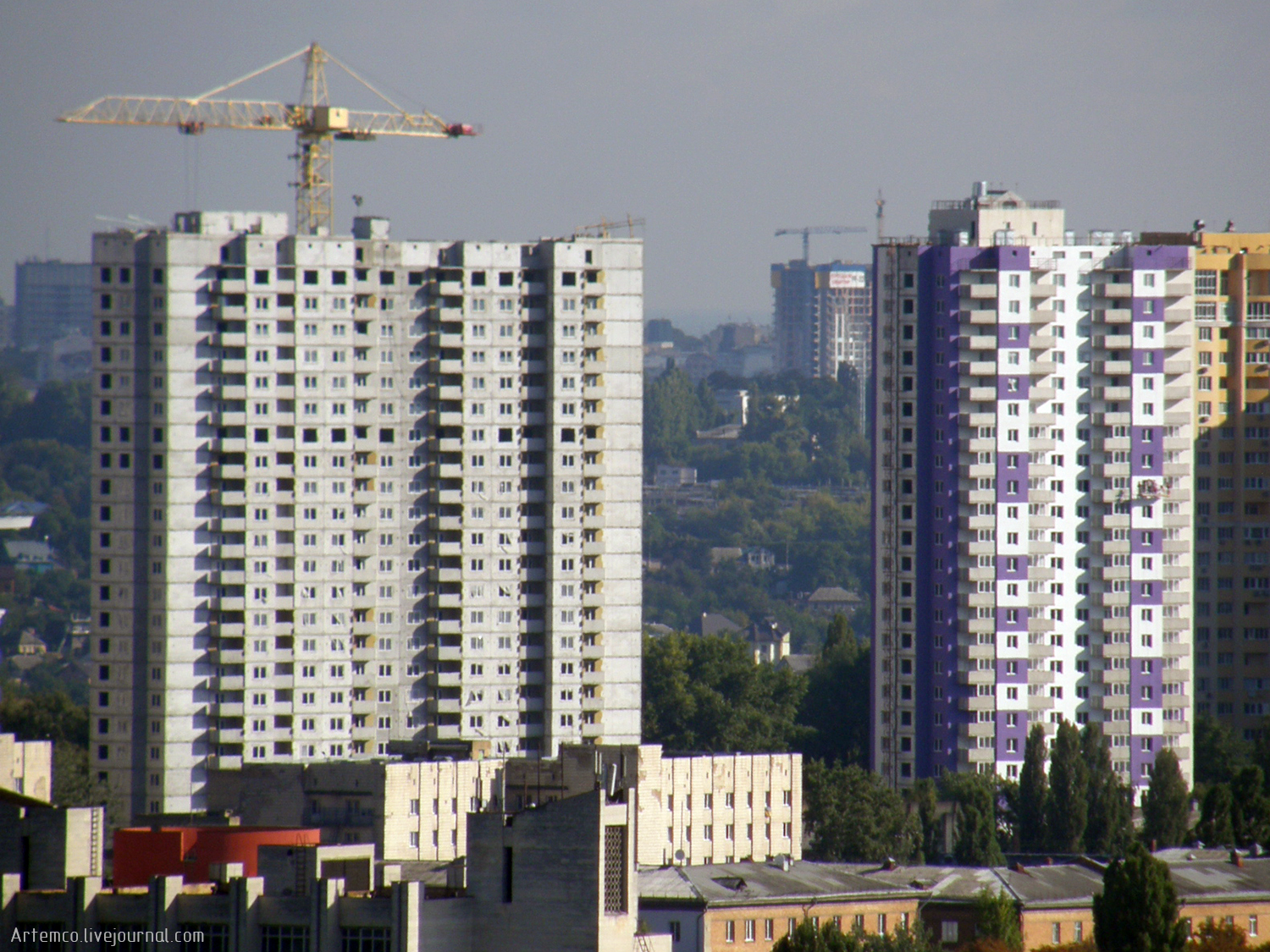
Голосіїв, ЖК «Лімонад» –  ліворуч спарені секції зміненого проєкту
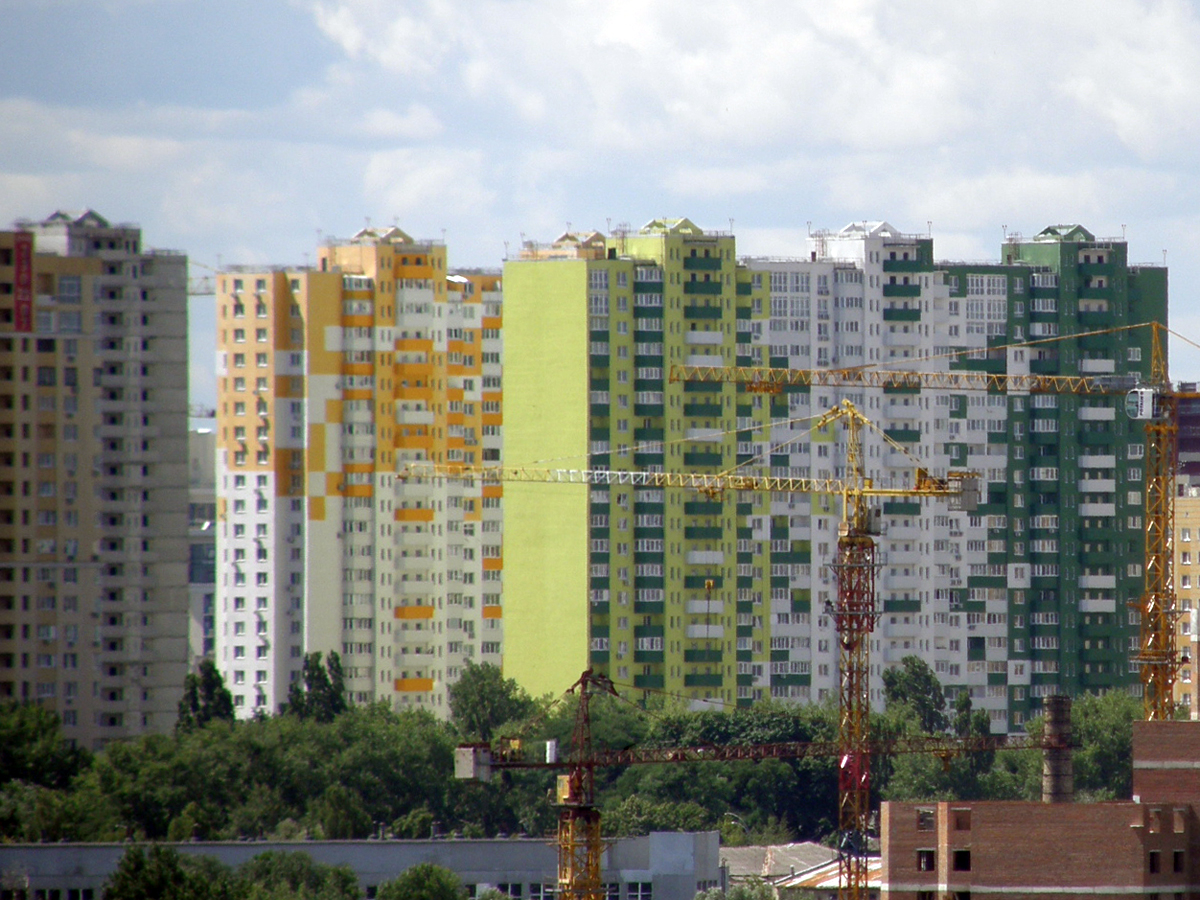
ЖК «Лімонад», останні поверхи житлові замість технічних
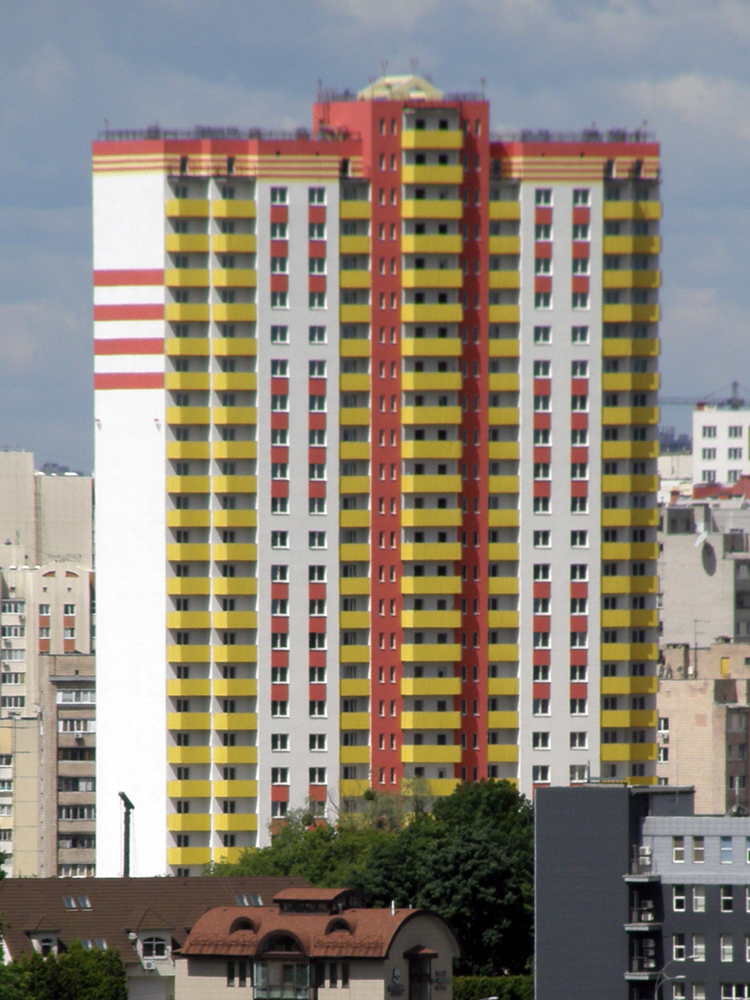
вул. Народна, 54а, 2019 р. — подовжена секція

## В культурі

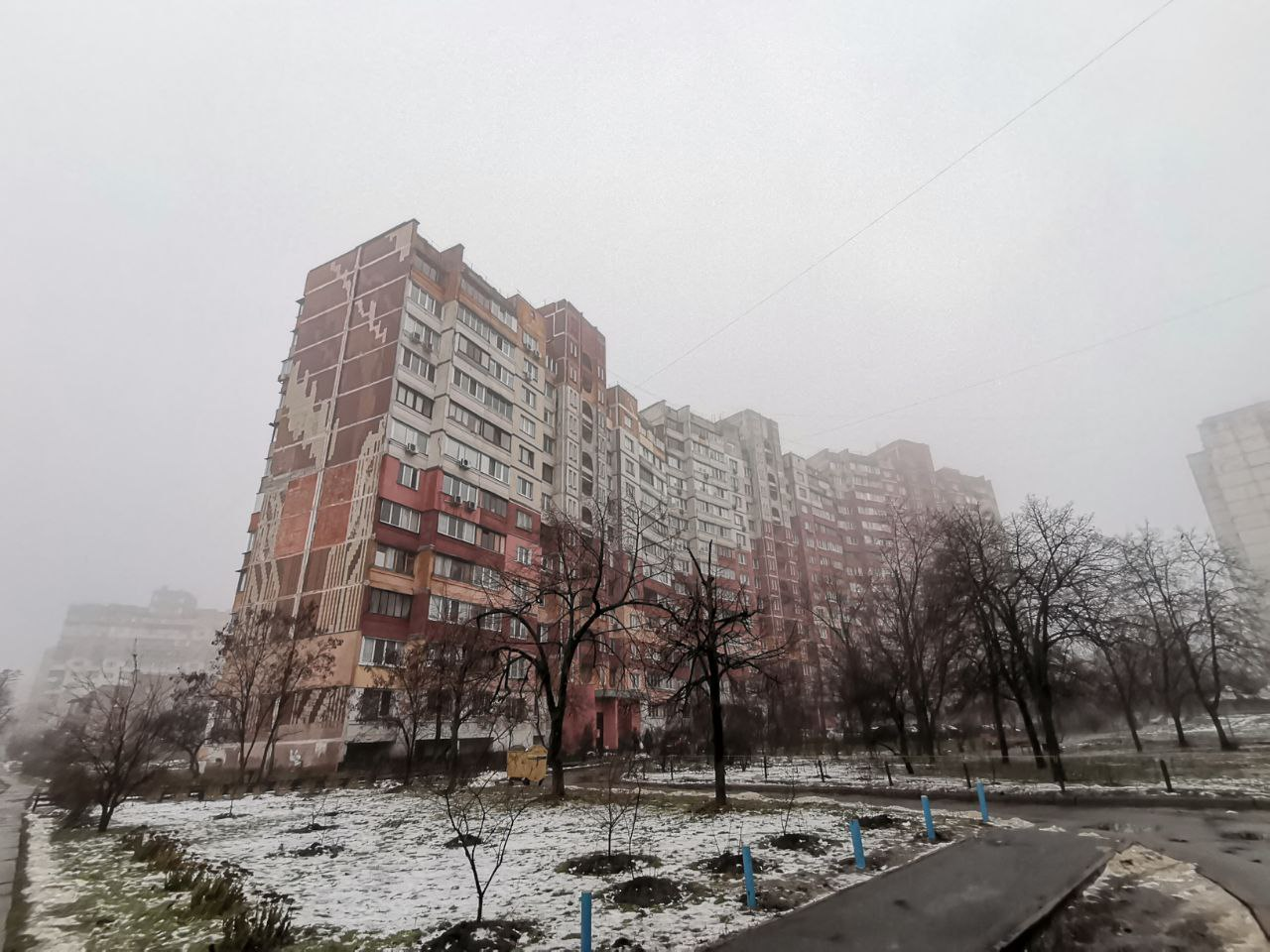
Макрографіті на будинках серії Т, Троєщина, Вулиця Миколи Закревського

На Вигурівщині-Троєщині будинки експериментально зафарбовували у суперграфікою за проєктом В. І. Пасивенко і В. М. Прядка, що здалеку мала створювати візерунок.